# 京阪特急
京阪特急（日语：／）是指在京阪電氣鐵道（京阪）京阪本線和鴨東線上運行的「特急」列車類別。

## 概要
「京阪特急」本來只有1種列車類別「特急」，後來加入了衍生類別「快速特急」和「K特急」（K特急現已廢除）。
此條目除了記述京阪特急的歷史，還記述「特急」的前身「急行」和「最急行」，另外也紀述全車指定席列車「Liner」，以及輔助特急的列車類別「快速急行」和「通勤快急」。

## 歷史

### 前身
- 1914年（大正3年）5月15日：在日本大手私鐵中，開設首個不需再額外費用的快捷型列車「急行」。
  - 京阪本線（以下簡稱本線）在1910年開業，當時天滿橋站至五條站（現時：清水五條站）之間的行車時間為1小時40分。後來漸漸地縮短行車時間，在1912年只需要1小時20分。
  - 後來在京阪職員提出開設較快捷的不停站列車，可是在這個意見中也有反對聲音，因此暫時變為在終電（日语：終電）（尾班車）後再開出1班不停站列車班次。
  - 當時由於鐵路線上完全沒有信號燈，因此為了安全起見，於原定尾班車後相隔一段較大的時間才開出不停站列車班次，在京都和大阪各處於凌晨0時30分出發（比現時本線京阪之間的直通尾班車時間還要遲[注 2]），並且定於1小時內行走完畢。
- 1915年（大正4年）
  - 4月1日：急行列車增加早上黃昏共4個往返班次。在本線設置日本首個三位式自動閉塞信號機，彰顯了京阪的實力。
  - 10月27日：起點站改變為三條站。
    - 雖然延長了運輸區間，但是行車時間仍能維持1小時。同年12月，2班急行列車開始停靠四條站（現時：祇園四條站）。
- 1916年（大正5年）
  - 4月1日：原來的急行改名為最急行（日语：最急行）。另外開設「急行」列車，當中停靠枚方東口站（現時：枚方市站）、八幡站（現時：石清水八幡宮站）、中書島站、伏見桃山站、稻荷站（現：伏見稻荷站）、七條站、五條站和主要車站（相當於現時的特急列車）。急行行走於天滿橋站至三條站之間需時70分鐘，每24分鐘一班。
  - 8月1日：最急行被廢除。增加停靠主要站的急行列車，在早上7時至晚上9時時段，每20分鐘一班。

### 「琵琶湖號」開始運行
- 1934年（昭和9年）：日本首架裝配關節式轉向架的60型（日语：京阪60型電車）開始行走直通至京津線的特急「琵琶湖號」。當時行走於天滿橋站至濱大津站（現時：琵琶湖濱大津站）之間，行車時間為72分鐘，以現時的速度來說也是比較驚人。

### 京阪特急開始運行
- 1950年（昭和25年）7月1日：在當日的時間表修正中，開始使用1000型·1100型（日语：京阪1000型電車 (2代)）行走於京橋站至四條站之間的特急列車，途中只停靠七條站。成為了首個只於本線行走的特急列車。在9月1日[1]起，設有2個往返班次，早上只有下行班次，黃昏只有上行班次。當時已經不需要特急費用，這是由於計劃於將來把特急增至每小時設有3個往返班次，與急行和普通組合為一個高效率的時間表。
  - 在太平洋戰爭時，受到大阪大空襲影響，因此京阪之間的運輸需求急增。因此便率先以通勤特急的形態，開設了特急班次。
- 1951年（昭和26年）：運行時間擴展至日間（日間每小時1班）。並且設定了橘色和胭脂紅雙色調的「京阪特急色」。京阪首個特急專用車輛1700系（日语：京阪1700系電車）登場。
- 1952年（昭和27年）
  - 隨著特急加班（日間每30分鐘1班，其餘時間每20分鐘1班），增結1700系用的3輛1300系（日语：京阪1300系電車）開始行走特急班次，這些車輛的塗裝改為京阪特急色（但是座位仍然是長椅）。
  - 7月17日公開招募下，選擇了新的特急頭牌（鳩標誌），以取代原來的圓形頭牌。

### 電視車登場
- 1953年（昭和28年）：日本首個使用架懸式驅動方式的1800系（第1代）（日语：京阪1800系電車 (初代)）登場。當中部分車輛安裝了電視機，這些列車被稱為「電視車」。在日間增至20分鐘一班。在1951年至1953年之間，尾班特急從天滿橋和三條的出發時間由晚上8時延至10時。
- 1956年（昭和31年）：1800系（第1代）的改良型號1810系（日语：京阪1900系電車）登場。
  - 自此，1700系開始陸續改裝和降級為一般列車，同時由於1300系也不再行走特急班次，以後所有定期班次的京阪特急原則上只使用特急車輛。尾班特急出發時間延遲1小時。天滿橋站的特急出發時間為7:00至23:00，三條站的特急出發時間為6:50至23:00。
- 1958年（昭和33年）：創作了京阪特急的主題曲《京阪特急（日语：京阪特急 (曲)）》。
- 1963年（昭和38年）
  - 2月：隨著預定在4月，天滿橋站至淀屋橋站之間開通，因此增備了特急車輛。當中引入了1900系（日语：京阪1900系電車），該列車是為了取代1700系和1800系。除了2輛1810系外，其餘1810系編入至1900系。而1700系和1800系開始陸續改裝和降級為一般列車。
  - 4月16日：上述提及的區間正式開通。本線於兩端（淀屋橋站和三條站）的特急列車出發時間擴展為6:40至0:00[注 3]。
- 1967年（昭和42年）：除了晚上以外，其餘時段的特急列車以6卡編成行走（晚上以3至4卡編成行走）。當時，尾班特急列車於兩端總站在晚上11時50分開出。
- 1969年（昭和44年）：為了準確翌年舉行的日本萬國博覽會，因此特急列車的側邊列車類別牌中加入英文標記[注 4]。

### 特急車輛空調化至鴨東線啟用前
- 1971年（昭和46年）：當年，守口附近的四線化工程正在進行，樟葉站遷移與改善工程完成，同年新門真站（現時：門真市站）啟用，使特急的班次加密至15分鐘一班。同時，搭載了空調裝置和彩色電視的3000系（第1代）（日语：京阪3000系電車 (初代)）登場。雖然特急列車加班，但是於三條站出發的特急班次時間不理想（每小時的7、22、37、52分出發）。此外，尾班特急從淀屋橋、三條出發的時間提早至晚上11時30分。另外，當年由於阪急2800系電動列車（日语：阪急2800系電車）空調化和國鐵的新快速列車登場，因此京阪統一使用3000系行走特急班次。而1900系陸續改裝和降級為一般列車。
- 1973年（昭和48年）：所有特急班次均已經改用3000系行走，特急車輛的後備編成由1抽增至2抽[注 5]。另一方面，1900系不再行走定期特急班次。
- 1975年（昭和50年）：當年，尾班特急提早30分鐘開出。於淀屋橋和三條的出發時間為晚上11時正。
- 1987年（昭和62年）6月1日：隨著於同年5月24日，七條站至三條站之間地底化工程完成，於6月1日實施時間表修正。原本早上和深夜的特急列車以3至4卡編成行走，變為所有特急列車以6至7卡編成行走。
- 1989年（平成元年）9月27日：隨著鴨東線啟用而實施時間表修正，為了補充特急車輛數目，引入了8000系（日语：京阪8000系電車），同時3000系統一以7卡編成行走。淀屋橋站的尾班特急加開晚上11時20分開出的班次。
  - 當初8000系引入了1抽7卡編成，另外引入5輛中間車廂，這些車廂與3000系6卡編成連結。在引入8000系後，乘客的回饋很好，加上鴨東線啟用後，乘客增幅高於預期，因此便開始取締3000系。該3000系大部分車輛被退役，車頭和車尾轉讓給富山地方鐵道和大井川鐵道。後來由於形勢改變以及寢屋川市站高架化工程，使需要增加特急車輛行走，使3000系保留了1抽7卡編成列車和2輛車廂作為後備。

### 雙層車廂登場與增加停車站
- 1993年（平成5年）1月30日：當日實施時間表修正，平日早上前往淀屋橋的班次加停中書島站[2]。使不是所有列車均在京橋站至七條站之間不停站運輸。
  - 這是為了JR奈良線六地藏站於前年10月22日啟用後的對策[注 6]。
- 1995年（平成7年）3月1日：3000系（第1代）實施車體翻新工程。當中1輛改裝為雙層車廂。成為日本首架由單層車廂改裝雙層車廂的車輛。在同年12月25日起重新投入服務[3]。
- 1997年（平成9年）
  - 3月22日：當日實施時間表修正。隨著JR東西線啟用，為了減少乘客因此而轉為乘坐JR列車，因此京阪和JR在同一營運範圍中增加客源作為對策，平日早上前往淀屋橋的班次加停枚方市站[4]。另外，為了拉平特急與急行/準急的擁堵率與提高運輸能力，因此3門半橫置座位的9000系（日语：京阪9000系電車）8卡編成列車開始行走特急班次[4]。這是41年來，再次設有非特急專用車輛行走定期特急班次。
  - 9月11日：製造了新的8000系雙層車廂，這些車廂與現有車輛連結。開始以8卡編成行走。
- 1998年（平成10年）4月28日：所有定期特急列車都以8卡編成行走，包括了8000系連結雙層車廂之編成，以及作為後備之用的3000系[注 7]。
- 2000年（平成12年）7月1日：實施時間表修正，當日起，所有特急班次停靠中書島站和丹波橋站。
  - 平日早上前往淀屋橋的1班特急列車，原則上使用3000系。當日起，開始首次於定期特急列車班次使用全長椅車輛（2200系[注 8]、6000系、7200系[注 9]）[注 10]。
  - 加停上述兩站是為了吸引乘客從JR京都站大廈購物改為前往四條河原町購物。另外為了吸引來自京阪與JR奈良線在同一營運範圍中前往大阪方向的客源（包括來自京阪宇治線的轉乘客），這些乘客原本需要乘坐需時較長的急行列車。在日間時段和黃昏時段，特急列車會在丹波橋站追越急行列車。因此，從急行以下（或只有普通列車停靠）的停車站前往特急停車站的時間可有所縮短。
- 2002年（平成14年）10月1日：當日起，平日早上繁忙時間的特急班次中，靠近京都一方的車頭於三條站至天滿橋站之間會變為女性專用車廂[注 11]。

#### 在過去時間表上的特別事項
- 在1957年至1974年之間，京阪京津線曾經設有臨時特急班次。在夏季（琵琶湖）海灘旺季時，該臨時特急途中只停靠京阪山科站。在冬季溫泉旺季中，中途不停站。車輛方面，除了使用大津線1型（日语：北大阪電気鉄道1形電車）、200型（日语：京阪100型電車）、60型（日语：京阪60型電車）和260型（日语：京阪260型電車）[注 12]，有時還會使用各站停車專用的80型（日语：京阪80型電車）（以2卡編成行走）[注 13]。在列車側邊的列車類別板中，會與當時本線特急同樣展示「特急」。在列車前方會展示「琵琶湖聯絡」的標誌，或展示圓形牌的「特急」標誌。
- 在1958年3月9日，於早上8時20分從天滿橋開出的「琵琶湖島遊覽船特急琵琶湖號」中，為京阪特急首架設有座位指定席的列車[5]。在編成中，車尾1至2輛車廂是「島遊覽專用車」，乘車時原本必須購入乘船票伴隨的座位整理券，當日起改為購入座位指定券[注 14]。若果需要乘坐指定席的客量超過2輛，便會在2分鐘前開出臨時特急（在天滿橋站至的三條站之間不停站[注 15]），當中3卡車廂至所有車廂（最多7卡）會設定為「島遊覽專用（指定席）車」[注 16]。當一列臨時特急行走京津線與本線時，座位指定車廂適用於京阪本線上。在1974年1月20日起，座位指定券變回座位整理券。1975年8月24日是最後一次設有該專用車廂。
- 本線延長至淀屋橋站前（1963年）的正月時間表中，所有特急班次均會全部暫停行走。同時會增加急行和臨時急行班次。而特急車輛也會行走急行班次[6]。

### 京阪特急加班，開設K特急和支線直通班次

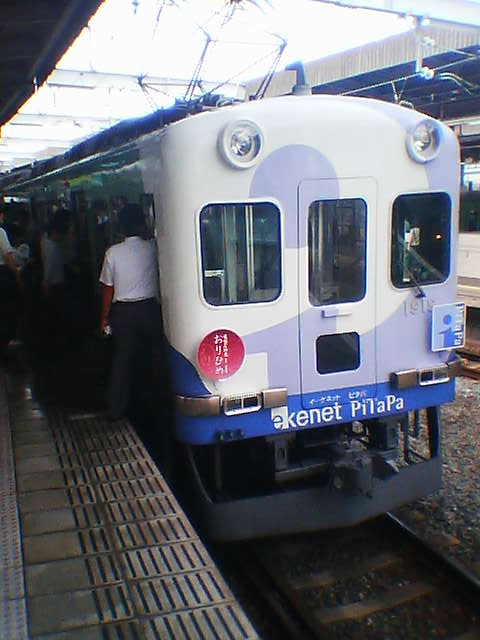
1900系 e-kenet PiTaPa Train車身廣告行走K特急「織姬」(2004年9月6日 枚方市站）

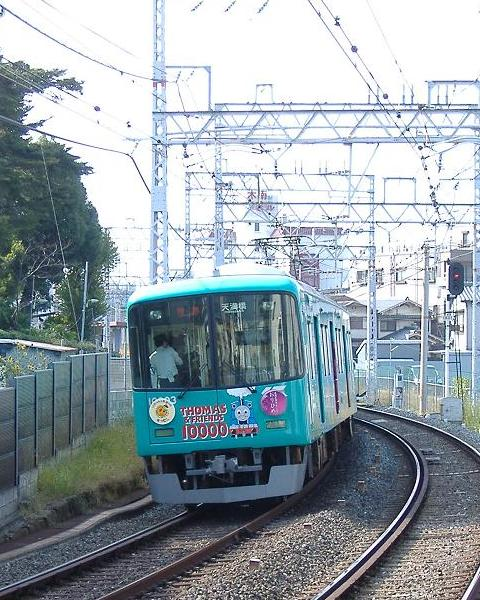
臨時K特急（2006年10月22日 枚方市站至枚方公園站之間）

- 2003年（平成15年）9月6日：在當日的時間表修正中，把原本的特急列車改名為「K特急」（只於平日早上和黃昏和晚上行走）[注 17]。而特急開始全日停靠枚方市站和樟葉站。使淀屋橋站至三條站之間的最快乘車時間，由1989年10月的44分鐘增至51分鐘[注 18]。
  - 京阪之間的不停站特急開始淡出本線。而隨著受到與本線並行的其他鐵路線開始加班、雙線化、路線延伸與路線啟用影響，使本線的使用狀況有所變化。因此率先在日間時段中，把特急和急行進行重組。而下一次的時間表修正中，K特急也有相關變動。
  - 在日間（在星期六及假日為日間至黃昏前），特急班次由15分鐘一班加密至10分鐘一班[注 19]。在該時段中沒有急行列車班次，同時每3班特急列車中，1班會使用9000系行走[注 20]，而在平日繁忙時間的特急班次中，會使用6000系等，配備長椅的車輛。
  - 由於來自京阪交野線的通勤客增加，因此實現了從交野線直通至京阪本線的班次。平日早上開設從私市站出發前往淀屋橋站的K特急[注 21]。K特急的愛稱在公開招募下，使用了「織姬」，該名稱取自於交野地區的「七夕傳說」。另外也為了K特急製作了頭牌[7]。
  - 關於女性專用車輛，除了「織姬」外，於平日繁忙時間擴展至K特急整個行走區間。
- 2005年（平成17年）：特急專用車輛與6000系以後的車輛均引入弱冷车厢。
- 2006年（平成18年）
  - 4月16日：當日實施時間表修正，主要在平日早上7至11時時段增加長椅車廂行走特急班次（包括下行3班K特急，5班特急。上行1班K特急和1班特急。共有10班改用長椅車廂）。平日特急營運時間提早30分鐘開始和延遲30分鐘結束。當時，部分K特急被取代為特急，部分特急增設女性專用車廂。2班「織姬」在早上繁忙時間提早約20分鐘出發。
  - 10月22日：為了紀念鐵路之日（日语：鉄道の日），而臨時開設湯瑪士小火車（10000系）。「織姬」與鐵道之日的吉祥物「Teppy」的頭牌掛在該車輛上，列車類別幕會展示特急（私市9:33→天滿橋10:14，假日首次行走該班次）。
- 2007年（平成19年）1月21日：宇治線上行走的10000系（日语：京阪10000系電車）（湯瑪士小火車號）開始駛入本線行走臨時列急。這是宇治線首次設有特急列車行走（雖然為臨時班次）。特急列車在宇治線內各站停車。
  - 7月：為了對應地面數碼電視廣播，電視機改用32吋液晶顯示器。
- 2008年（平成20年）
  - 6月27日：為了引入新型車輛3000系 (第2代)（日语：京阪3000系電車 (2代)），3000系（第1代）給入為8000系30番台。
  - 6月30日：京阪特急色變更為雅紅與雅黃雙色調[注 22]配上優雅的金色帶。8000系開始使用新塗裝行走（同時座位絨毛、自動廣播裝置和關門聲音也翻新）[8]。所有8000系0番台在2011年3月前完成翻新車身塗裝。原本30番台的車輛也使用新塗裝，但是最後沒有實現。
  - 10月17日：隨著中之島線啟用而實施時間表修正，K特急被廢除。在最後一天，8000系30番台的車頭掛上了「K特急」頭牌。

#### 「織姬」的歷史
以下為K特急「織姬」的歷史。
- 2003年（平成15年）9月8日：開設首班列車（使用1919-1920編成，京阪特急色）。
- 2004年（平成16年）
  - 3月12日：1900系塗上了復活特急塗裝（使用1919-1920編成），以行走告別活動班次（不再行走定期特急列車班次）。
  - 7月7日：當日為七夕活動開設特別班次（使用1919-1920編成，一般色。私市19:10→天滿橋19:47。首次「織姬」行走臨時班次）。
  - 9月6日：由於前日發生地震，使車務進行調動。沒有展示鳩頭牌（使用1919-1920編成，PiTaPa全車身廣告）。
- 2005年（平成17年）
  - 7月7日：當日為七夕活動開設特別班次（使用1917-1918編成，時間表與2004年相同。第二次「織姬」行走臨時班次）。同時發表新的頭牌。
  - 7月8日：頭牌設計改變。
- 2006年（平成18年）
  - 1月4日：由於車輛故障關係，使交野線內進行車務調動。10000系（10001編成，PiTaPa全車身廣告）行走1班K特急「織姬」（首次設有4卡編成列車行走K特急）。
  - 4月17日：為了前日實施的時間表修正而開設祝賀列車 （1917-1918編成）。
  - 5月18日：1917-1918編成引退紀念（不再行走定期特急列車班次）。
  - 7月7日：當日為七夕活動開設特別班次（使用1929-1930編成，京阪特急色。第三次「織姬」行走臨時班次）。
  - 7月26日：突然使用1900系行走「織姬」，因此沒有掛上鳩頭牌（1919-1920編成，一般色，掛上了50周年紀念副標誌）。
- 2007年（平成19年）
  - 1月21日：湯瑪士小火車10000系（10003編成）最終一天臨時行走。該列車車頭掛上了「織姬」與湯瑪士小火車引退紀念「多謝」頭牌。在列車類別板中展示特急（私市11:07→天滿橋11:44。假日第二次行走該班次）。
  - 7月9日：頭牌設計再度變更（新的設計在兩日前的七夕傳説活動中率先公布）。
- 2008年（平成20年）
  - 7月7日：當日為七夕活動開設特別班次（1919-1920編成）。
  - 10月17日：最後一天開設K特急（1919-1920和1929-1930兩抽編成當日行走「織姬」，也同時隨著中之島線啟用，這兩抽編成也行走1900系營業列車引退活動班次）。

### 中之島線開業至京橋至七條之間不停站列車復活

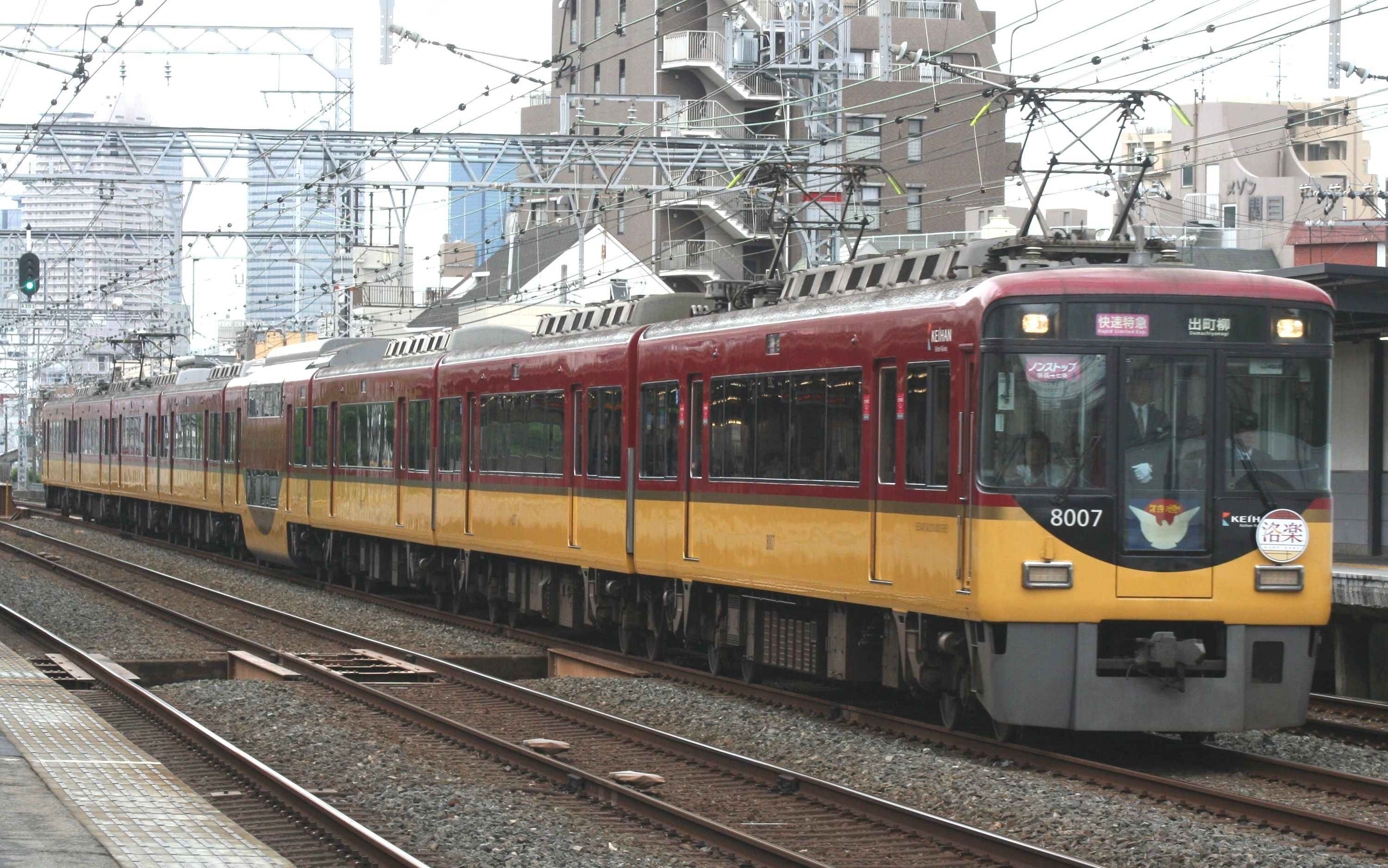
不停站京阪特急「洛樂」（2012年5月4日 關目站）

- 2008年（平成20年）10月19日：中之島線開業，同日實施時間表修正。
  - 日間開設時於中之島站到發的快速急行，每小時設有2班。使用新型車輛3000系 (第2代)（日语：京阪3000系電車 (2代)）行走。在平日早上繁忙時間開設下行通勤快急班次。
  - K特急被改名為快速特急，同時行走時段縮短為只於平日黃昏和晚上行走，並只有上行班次。在平日時間表中，特急（停靠枚方市、樟葉站）全日行走。另外，首次開設定期特急列車前往枚方市和樟葉[注 23]。另外，也於19年後再次設有特急列車前往三條。下行首班特急列車是在出町柳從早上6時10分出發。
    - 在枚方市站以北，設有4班特急和2班快速急行，合共每10分鐘一班。淀屋橋站至枚方市站之間行走的特急[注 24]可轉乘快速急行[注 25]。使特急班次仍然維持10分鐘一班[注 26]。因此，於日間[注 27]在出町柳到發的特急和快速急行均改用橫置座椅的車輛。
    - 在星期六及假日時間表中，除上上行早上1班和深夜2班特急列車外，所有班次[注 28]均使用8000系行走，而在平日繁忙時間表為了解決車廂內擁擠的情況，大幅增加了使用一般車輛行走特急的班次[注 29]，另外為了讓遠距離通勤乘客乘車時可獲得座位，黃昏上行快速特急班次會使用8000系行走。以上安排顯示出在不同日子和時段，可以靈活運用車輛以提供相應的服務。

  - K特急「織姬」改變為通勤快急，準急「彥星」改變為快速急行[注 30]。在新時間表的首個平日10月20日起，上述列車開始駛入中之島線。
- 2009年（平成21年）
  - 在設定快速急行後首個正月時間表，為了運送初詣參拜客，原本快速急行通過八幡市站和伏見稻荷站。在正月時間表中，快速急行整日停靠這兩站[9]（在翌年起的正月時間表也有同樣安排。）
  - 9月12日：實施時間表修正。最後一班特急列車從前往出町柳改為前往三條，列車到達三條站後繼續以普通列車的身份繼續前往出町柳（實質上只加停神宮丸太町站）。平日上行快速急行班次中，黃昏繁忙時間的目的地改為三條[注 31]，削減前往樟葉的班次，在晚上9時時段的班次改為前往樟葉。隨著增加使用3000系行走從淀屋橋站出發的特急班次[注 32]，以及9000系所有編成都變為長椅配置，9000系與一般8卡編成車輛（6000系和7200系）開始完全共通。
  - 12月19、20、23日：開設從出町柳站出發前往中之島的臨時快速特急「光之復興號」。這是首次於星期六及假日開設快速特急班次，也是首班下行快速特急班次。
- 2011年（平成23年）
  - 3月31日：於車內不再販賣「京阪特急乘車紀念 Surutto KANSAI K卡」[注 33]。
  - 5月28日：實施時間表修正[10]。平日黃昏和晚上的快速特急班次均變更為特急班次。在淀屋橋站至出町柳站之間，除了早上、深夜和平日早上繁忙時間外，每10分鐘會設有一班特急列車。同時，特急列車停靠車站的時間增加，使需要使用的車輛也增加[注 34]。淀屋橋站至出町柳站之間的所需時間延長至55分鐘（上行）和57分鐘（下行）。快速急行班次中，日間取消所有班次[注 35]，另外快速急行也開始行走於天滿橋站至淀屋橋站之間。快速急行不再臨時停靠淀站，晚上部分班次使用8000系行走[注 36]。
  - 10月22日至12月4日：於星期六及假日上午開設上行2班臨時快速特急「不停站京阪特急」，該班次在京橋 → 七條之間不停站[11]。
- 2012年（平成24年）
  - 3月24日至6月3日：於星期六及假日上午開設上行2班臨時快速特急「不停站京阪特急『洛樂』」，該班次在京橋 → 七條之間不停站。這個愛稱是在朝日放送電台節目中招募，後來選出了「洛樂」作為列車愛稱[12]。
  - 7月：8000系0番台車輛翻新工程完成，電視機被撤走[13]。自此，還有電視機的列車只剩下8000系30番台車（舊3000系）的1抽列車。
  - 11月3日至12月2日：於星期六及假日上午開設上行2班臨時快速特急「不停站京阪特急『洛樂』」。在11月3日早上10時6分從淀屋橋出發，以及在12月2日早上10時36分從淀屋橋出發的班次使用8000系30番台（舊3000系）行走[14]。
- 2013年（平成25年）
  - 3月10日：8000系30番台（舊3000系）不再行走定期班次。在同月31日前4日行走臨時列車後，便完全不再行走任何營運班次。同時，京阪電氣鐵道再沒有任何「電視車」[15]。
  - 3月16日：實施時間表修正，通勤快急「織姬」和快速急行「彥星」被廢除。交野線直通列車全部廢除。
  - 4月6日至5月12日：於星期六及假日上午開設上行2班臨時快速特急「不停站京阪特急『洛樂』」，該班次在京橋 → 七條之間不停站[16]。
  - 11月2日至12月1日：於星期六及假日上午開設上行2班臨時快速特急「不停站京阪特急『洛樂』」，該班次在京橋 → 七條之間不停站[17]。
- 2014年（平成26年）

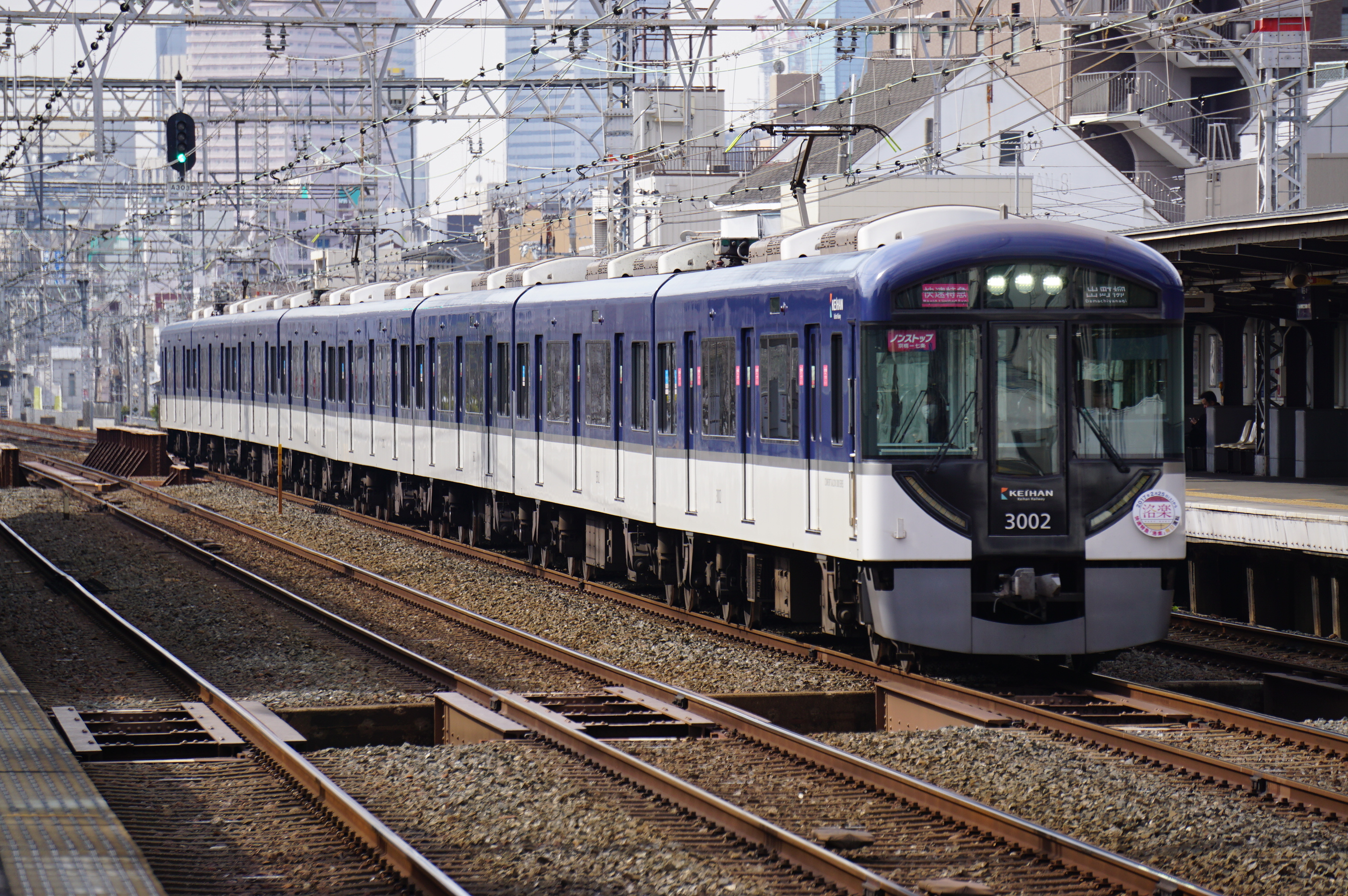
3000系（2代）行走快速特急「洛樂」

  - 1月1日至1月3日：實施正月時間表。於上午開設上行8班，下午開設下行8班臨時快速特急「洛樂初詣」，該班次在京橋至七條之間不停站。京橋站至七條站之間不停站「洛樂」之所需時間由上年約43分鐘縮短為約36至38分鐘[18]。
  - 3月21日至5月6日：於星期六及假日上午開設上行3班，下午開設下行2班臨時快速特急「不停站京阪特急『洛樂』」，該班次在京橋至七條之間不停站。京橋站至七條站之間不停站「洛樂」之所需時間由上年約43分鐘縮短為約40分鐘[19]。
  - 10月4日至11月30日：在該時期的星期六及假日實施「秋季特別時間表」[20]。
    - 開設京橋至七條之間不停站的快速特急「洛樂」。淀屋橋站於早上9時至11時之間開出上行5班，出町柳站於下午3時43分至5時43分之間開出下行5班。原本該快速特急是特急班次並且前後的優等列車班次都是特急/快速急行，因此不需要進行通過待避。但是在這個季節時間表中，由於快速特急在七條至京橋之間不停站，使前一班特急/快速急行會在枚方市站進行待避。另外，京橋站至七條站之間不停站「洛樂」之所需時間由上年約43分鐘縮短為約35分鐘，與2000年6月30日以前的特急列車所需時間相同。
    - 淀屋橋站在早上9時至11時之間，原本上行設有每小時6班特急，變為每小時2班快速特急、4班特急和2班快速急行。出町柳站在下午4時至6時之間，原本下行設有每小時6班特急，變為每小時2班快速特急和6班特急。
    - 部分列車的列車類別、目的地與到達時間有所變更。
    - 快速急行列車在特別時間表實施日（賽馬日）再次臨時停靠淀站（在3年來再次臨時停靠）。
- 2015年（平成27年）
  - 1月1日至1月4日：實施正月時間表。於上午開設上行8班，下午開設下行8班臨時快速特急「洛樂」，該班次在京橋至七條之間不停站。京橋站至七條站之間不停站「洛樂」之所需時間由上年正月約36至38分鐘縮短為約35分鐘[21]。
  - 3月21日至5月6日：在該時期的星期六及假日實施「春季特別時間表」[22]。實施內容與2014年的「秋季特別時間表」相同。
  - 9月19日至11月29日：在該時期的星期六及假日實施「秋季特別時間表」[23]。由於適逢白銀週，實際日期範圍擴大。實施內容與2014年的「秋季特別時間表」相同。
- 2016年（平成28年）
  - 1月1日至1月3日：實施正月時間表。於上午開設上行8班，下午開設下行8班臨時快速特急「洛樂」，該班次在京橋至七條之間不停站[24]。
  - 3月19日：實施時間表修正。星期六及假日開始開設定期快速特急「洛樂」，「洛樂」在京橋至七條之間不停站。在快速特急服務時段中，每小時會設有2班快速特急、4班特急和2班快速急行（於淀屋橋站到發）。因此不再在春秋兩季實施特別時間表。在日間，特急於淀屋橋站至出町柳站之的所需時間縮短至54分鐘（上下行），這是由於待避站與停車時間都有改動[注 37]。另外，快速急行改變為部分運行形態[25]。
  - 7月16日：為了配合祇園祭（前祭）的宵山，開設前往三條的臨時快速特急「洛樂」。從淀屋橋站開出2班（17:49,18:18）[26]。京橋至七條駅之間需時37分鐘。

- 2017年（平成29年） 
  - 1月1日至1月3日：實施正月時間表。於上午開設上行8班，下午開設下行8班臨時快速特急「洛樂」，「洛樂」在京橋至七條之間不停站[27]。
  - 2月25日：實施時間表修正。平日開設快速特急「洛樂」2個往返定期班次，「洛樂」開始毎日行走。另一方面，使用車輛由8000系變為3000系。在平日快速特急營運時段中，上行的快速急行班次會變為急行班次，下行仍然設有快速急行班次。在平日下午繁忙時間，前往樟葉的快速急行列車由從中之島出發改為從淀屋橋站出發[28]。
  - 3月18日至5月7日：除了4月22日和23日外的星期六及假日，開設了臨時快速特急「洛樂」和臨時特急班次。在這個期間，快速特急「洛樂」定期班次改為使用8000系，臨時快速特急「洛樂」使用3000系，臨時特急使用3000系或一般車輛7卡編成列車。臨時快速特急「洛樂」會在淀屋橋站開出上行2班，出發時間為9:48和10:18。臨時特急會在出町柳站開出下行2班，出發時間為17:12、17:42，兩班均前往中之島[29]。臨時快速特急在京橋站至七條站之間的所需時間為37分鐘。
  - 7月15日至7月16日：為了配合舉行祇園祭（前祭）的宵宵山和宵山。開設前往三條的臨時快速特急「洛樂」。臨時快速特急「洛樂」會在淀屋橋站開出上行2班，出發時間為17:17和17:47[30]。臨時快速特急在京橋站至七條站之間的所需時間為37分鐘。

### 引入Premium Car和設定新的列車類別「Liner」
- 2017年（平成29年）
  - 8月20日：實施時間表修正。引入收費座位指定特別車輛「Premium Car」（乘坐該車輛的費用為400或500日圓）。在翌日8月21日起，開設全車指定席的「Liner」（平日早上繁忙時間設有1班從枚方市站出發前往淀屋橋站，1班從樟葉站出發前往淀屋橋站，共2班）[31]。
- 2018年（平成30年）
  - 1月1日至1月3日：實施正月時間表。於上午開設上行6班，下午開設下行6班臨時快速特急「洛樂」，該班次在京橋至七條之間不停站。這次的使用車輛也包含3000系。
  - 7月14日至7月16日：為了配合舉行祇園祭（前祭）的宵宵山和宵山。開設前往三條的臨時快速特急「洛樂」。該列車的使用車輛由原本的8000系改為3000系。
  - 9月15日：實施時間表修正。快速特急「洛樂」的星期六及假日定期班次開始連結8000系的「Premium Car」。Liner的停車站與特急統一，並開增加班次，以及延長運輸區間至出町柳站。於早上繁忙時間設有下行3班（增加1班是從樟葉站出發。1班由樟葉站出發改為由出町柳站出發），另外於晚間新增2班上行班次（從淀屋橋站前往出町柳）。在平日早上繁忙時間增加特急和快速急行班次，在星期六及假日早上增加特急班次。在平日，上下行所有特急、快速特急班次共有199班，當中105班開始連結「Premium Car」。在星期六及假日，上下行所有特急、快速特急班次共有195班，當中118班開始連結「Premium Car」[32]。
- 2021年（令和3年）
  - 1月31日：實施時間表修正。3000系也引入「Premium Car」，連結「Premium Car」的班次數目增加。同時，平日早上增加特急和快速急行班次。平日首班特急前往淀屋橋或前往出町柳的出發時間改為6:08。在早上繁忙時間，新增下行1班（從三條站出發）的Liner[33]。
  - 9月25日：實施時間表修正。由於遠程工作開始普及和避免不必要的外出，這影響乘客出行乘坐鐵路，因此班次有所變更。在日間時段（在星期六及假日則為直至黃昏前），特急班次每小時開出4班（約15分鐘一班）。在同一時段中，連結「Premium Car」的快速急行每小時開出2班（大約30分鐘一班）。在平日，日間時段完結至下午繁忙時間至晚上之間之時段，特急每小時開出5班（約12分鐘一班）。「Liner」增加班次，包括平日早上繁忙時間1班（從樟葉出發前往淀屋橋），下午繁忙時間至晚上2班（從淀屋橋出發前往出町柳）。同時擴展座位指定服務。快速特急「洛樂」的所需時間縮短，平日黃昏增加下行1班，星期六及假日早上削減上行1班。使用8000系行走「洛樂」的班次，只剩平日上行1班和下行2班[34]。另外，從出町柳出發前往枚方市的尾班特急方面，平日班次改用一般車輛以7卡編成行走（車型沒有指定）（在星期六及日使用一般車輛以8卡編成行走）。

## 類別解說與停車站

### 快速特急、K特急（現時已廢除）、Liner、特急

#### 現時的停車駅

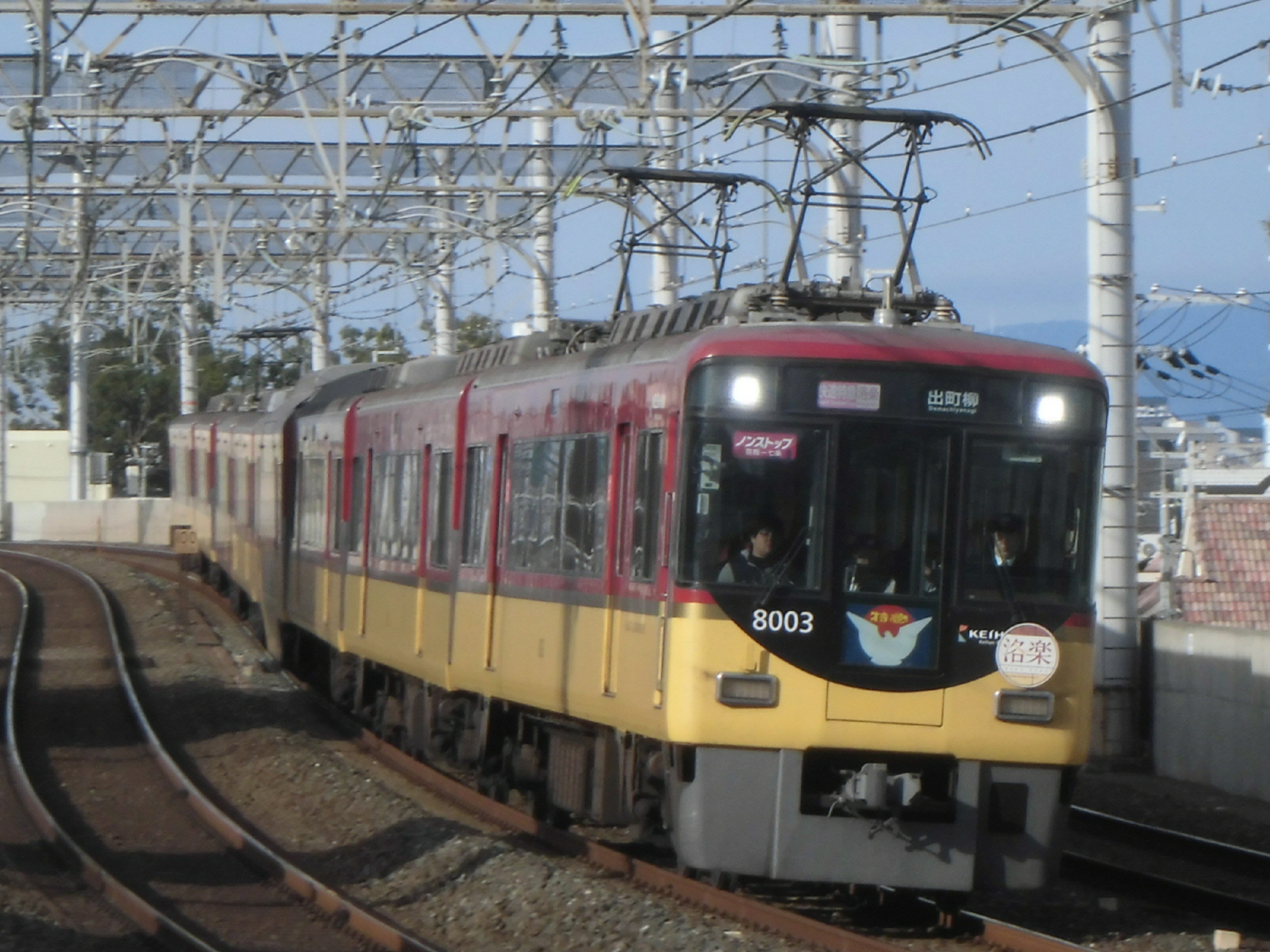
快速特急「洛樂」

快速特急（快速特急「洛樂」）

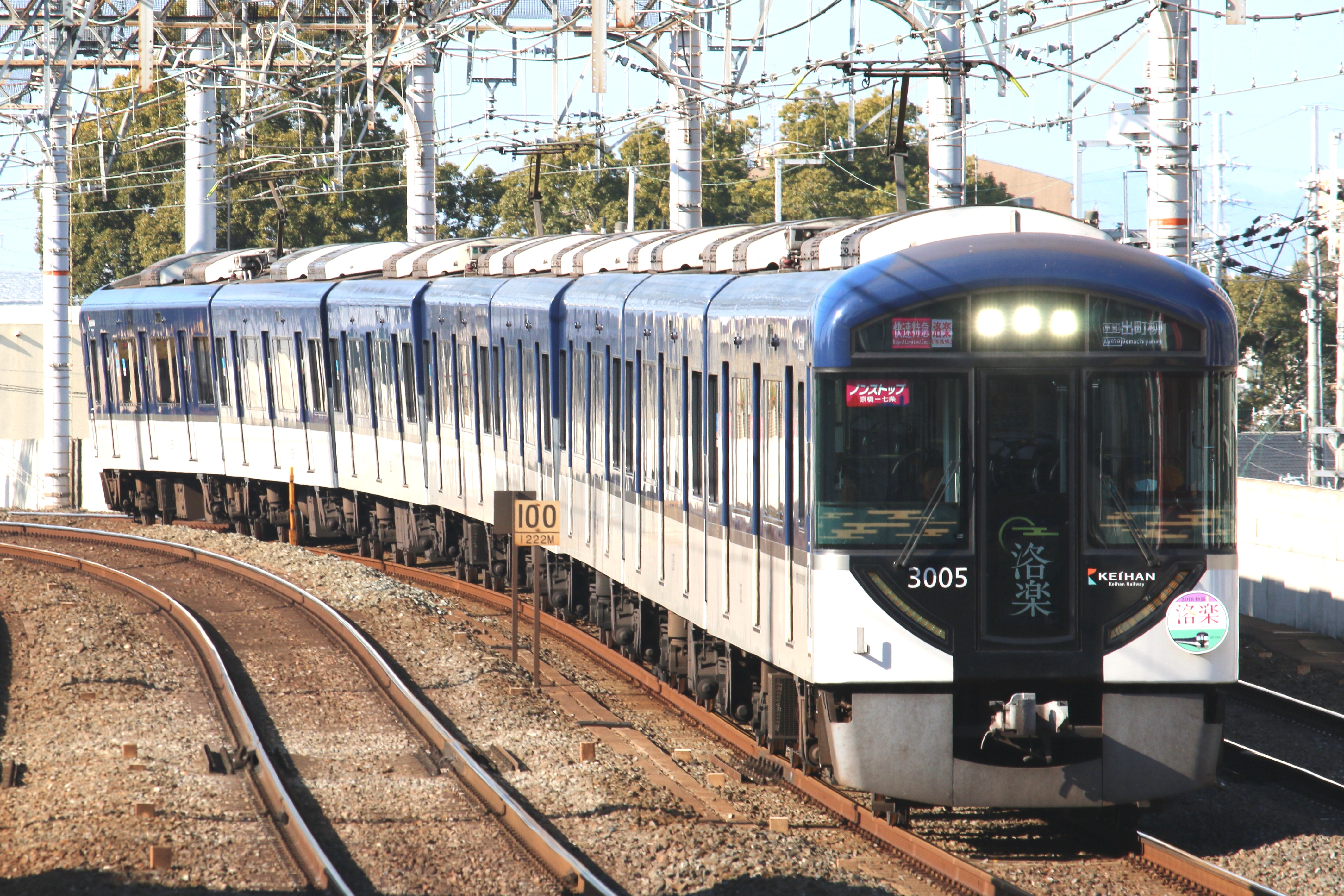
在2017年起，3000系 (第2代) 也開始行走特急班次。（圖中的車頭已經改裝）

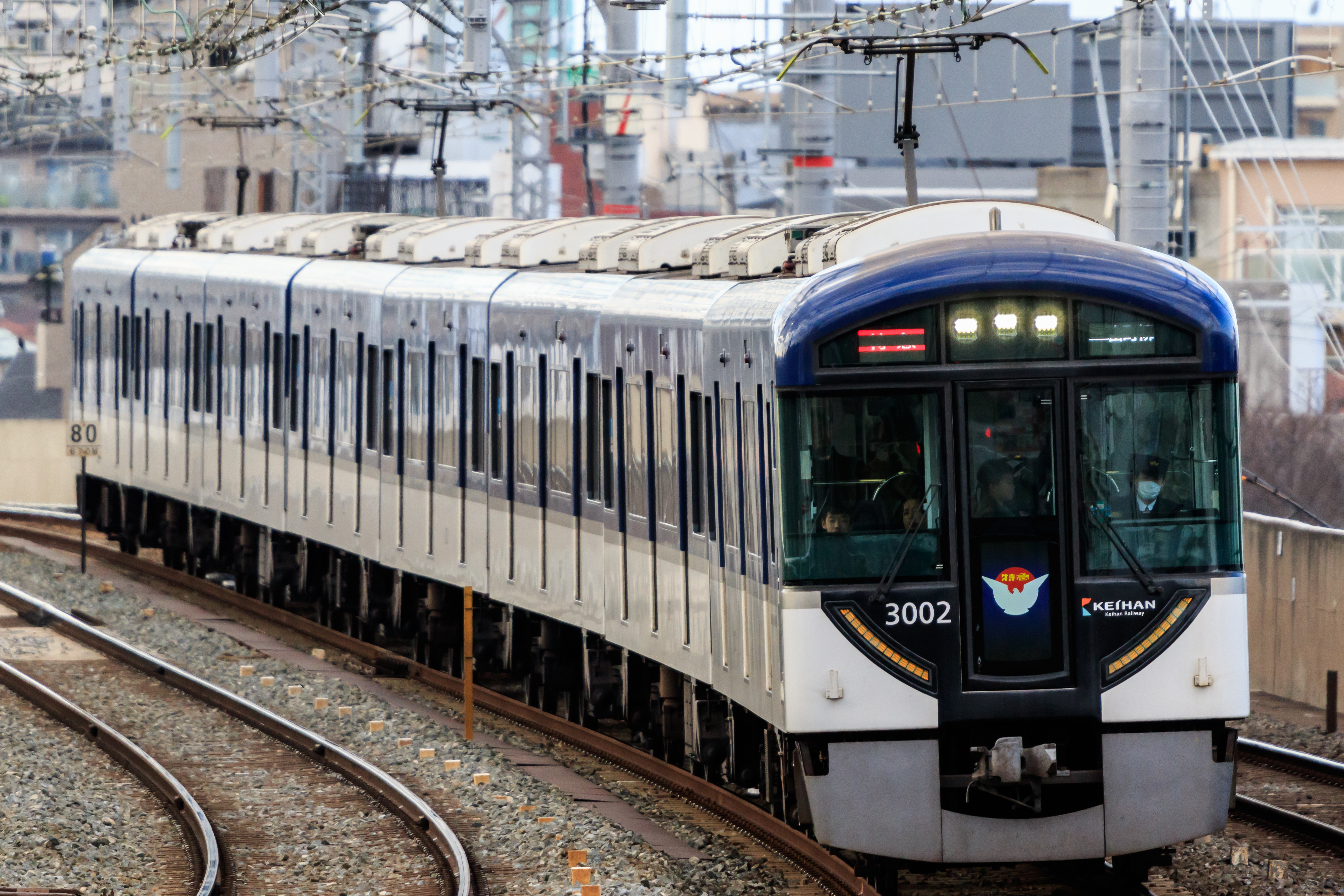
3000系（第2代）（車頭改裝後，掛上鳩標誌後）
（2018年1月1日拍攝）

- 淀屋橋站 - 北濱站 - 天滿橋站 - 京橋站 - 七條站 - 祇園四條站 - 三條站 - 出町柳站
  - 在京阪本線中，最快的列車類別。
  - 若臨時列車駛入中之島線，列車會在中之島線內各站停車。
  - 在2011年5月27日「快速特急（舊）」廢除後，約5個月後的10月22日再次開設「快速特急」班次，該「快速特急」的停車站與1993年前的「特急」相同。在旅遊旺季，星期六及假日開設臨時列車班次。
  - 在開始行走翌年2012年，透過公開招募下，決定把列車愛稱選為「洛樂」。後來在列車資訊中，於列車類別會加入愛稱（即「快速特急 洛樂」）。
  - 在2013年前只有上行班次，在2014年正月時間表起設有下行班次。
  - 在2016年3月19日時間表修正中，在旅遊旺季外的星期六及假日也開設班次。
  - 在2017年2月25日時間表修正中，平日也開設班次。
  - 在2016年起，當旅遊旺季或沿線舉行祭典等活動之星期六及假日，會開設臨時快速特急「洛樂」。在舉行祇園祭期間，會開設臨時列車前往三條。

Liner
- 淀屋橋站 - 北濱站 - 天滿橋站 - 京橋站 - 枚方市站 - 樟葉站 - 中書島站 - 丹波橋站 - 七條站 - 祇園四條站 - 三條站 - 出町柳站
- 在2018年9月18日起，Liner的停車站與特急相同。
  - 在早上前往淀屋橋的班次中，出町柳站至七條站之間各個停車站只讓乘車乘車。
  - 在晚上前往出町柳的班次中，淀屋橋站至京橋站之間各個停車站只讓乘車乘車。

- 使用連結「Premium Car」的特急專用車輛8000系8卡編成。另外，Liner列車沒有設定女性專用車廂。
- 在乘坐Liner時，除了車票外還需要購買Liner券或Premium Car券。費用參見#收費座位指定服務。但是，前往淀屋橋的班次在京橋站以西區間，以及前往出町柳的班次在七條站以北區間中，除了乘坐「Premium Car」外，乘客可只需持有車票便可乘坐一般車廂。Liner券的購買方法與Premium Car券相同，在列車出發時間的約20分鐘前至約3分鐘前可供發售。在中書島站和樟葉站的閘內設有臨時售票處。
- 在乘車必需要Liner券的區間中，列車停靠時會實施選擇性車門操作，單數車廂不會開啟車門，乘客只可在雙數車廂上下車。
- 由於所有車輛都是座位指定席，因此1抽列車設有3位「Premium Car」專屬服務員。
- 京阪特急標誌的「鳩頭牌」沒有在掛在Liner列車上。而Liner是京阪首個以全片假名書寫的列車類別。
- 在2017年3月30日，發表於同年8月21日起，引入京阪電車首個全車指定席的列車「Liner」。在開設Liner當初，列車在離開起點站後，直至京橋站都是不停站行駛（於平日早上繁忙時間中，設有1班從枚方市出發前往淀屋橋，1班從樟葉出發前往淀屋橋）。
- 在2018年1月，當時的京阪控股社長加藤好文提及將會延長Liner行走區間。當時已經預告在同年7月17日和9月15日的時間表修正中，Liner會增加班次（變為來回行走），同時延長運輸區間至出町柳站。

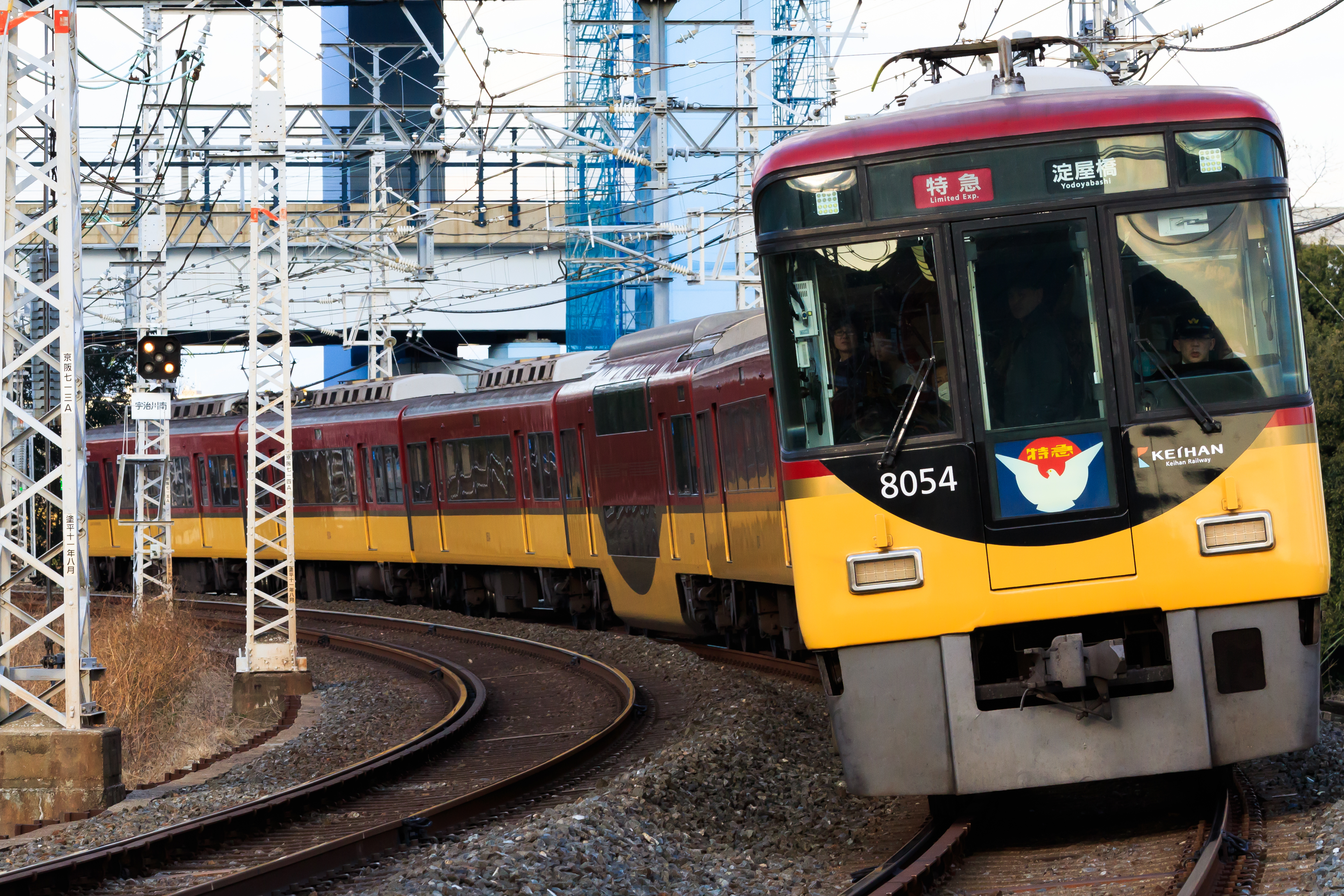
使用8000系行走特急

特急

- 淀屋橋站 - 北濱站 - 天滿橋站 - 京橋站 - 枚方市站 - 樟葉站 - 中書島站 - 丹波橋站 - 七條站 - 祇園四條站 - 三條站 - 出町柳站
  - 基本上全日行走。
  - 若臨時列車駛入中之島線，列車會在中之島線內各站停車。
  - 主要使用專用車輛8000系，也會使用3000系（第2代）。
  - 在擁擠時，早上和深夜等部分班次會使用6000系等一般車輛。

#### 過去的停車站

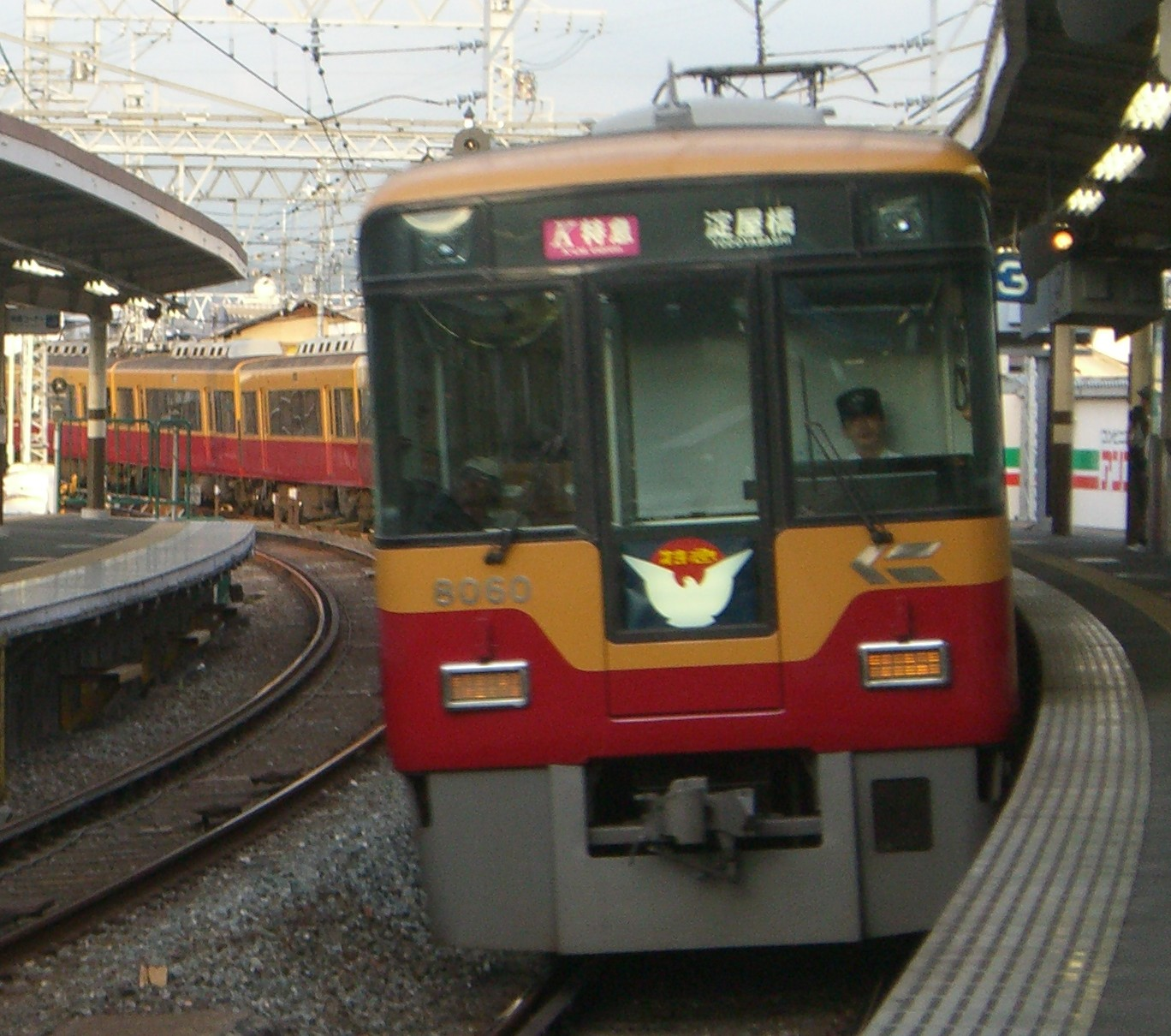
曾經開設的K特急（八幡市站）

京阪本線、鴨東線K特急、快速特急（舊）（2003年9月8日 - 2011年5月27日）
- 淀屋橋站 - 北濱站 - 天滿橋站 - 京橋站 - ＜枚方市站＞ - 中書島站 - 丹波橋站 - 七條站 - 四條站（現時：祇園四條站） - 三條站 - 出町柳站
  - 早上前往淀屋橋站的班次會停靠＜＞之車站（K特急的運輸期間是從2003年9月至2008年10月）。

特急（2000年7月1日 - 2003年9月5日）
- 淀屋橋站 - 北濱站 - 天滿橋站 - 京橋站 - ＜枚方市站＞ - 中書島站 - 丹波橋站 - 七條站 - 四條站 - 三條站 - 出町柳站
  - 早上前往淀屋橋站的班次會停靠＜＞之車站。

特急（1997年3月22日 - 2000年6月30日）
- 淀屋橋站 - 北濱站 - 天滿橋站 - 京橋站 - ＜枚方市站＞ - ＜中書島站＞ - 七條站 - 四條站 - 三條站 - 出町柳站
  - 早上前往淀屋橋站的班次會停靠＜＞之車站。

特急（1993年2月1日 - 1997年3月21日）
- 淀屋橋站 - 北濱站 - 天滿橋站 - 京橋站 - ＜中書島站＞ - 七條站 - 四條站 - 三條站 - 出町柳站
  - 早上前往淀屋橋站的班次會停靠＜＞之車站。

特急（1989年10月5日 - 1993年1月31日）
- 淀屋橋站 - 北濱站 - 天滿橋站 - 京橋站 - 七條站 - 四條站 - 三條站 - 出町柳站

Liner（2017年8月21日 - 2018年9月14日）
- 樟葉站 / 枚方市站 → 京橋站 → 天滿橋站 → 北濱站 → 淀屋橋站
- 從出發站至京橋站前不停站行駛。

### 快速急行、通勤快急

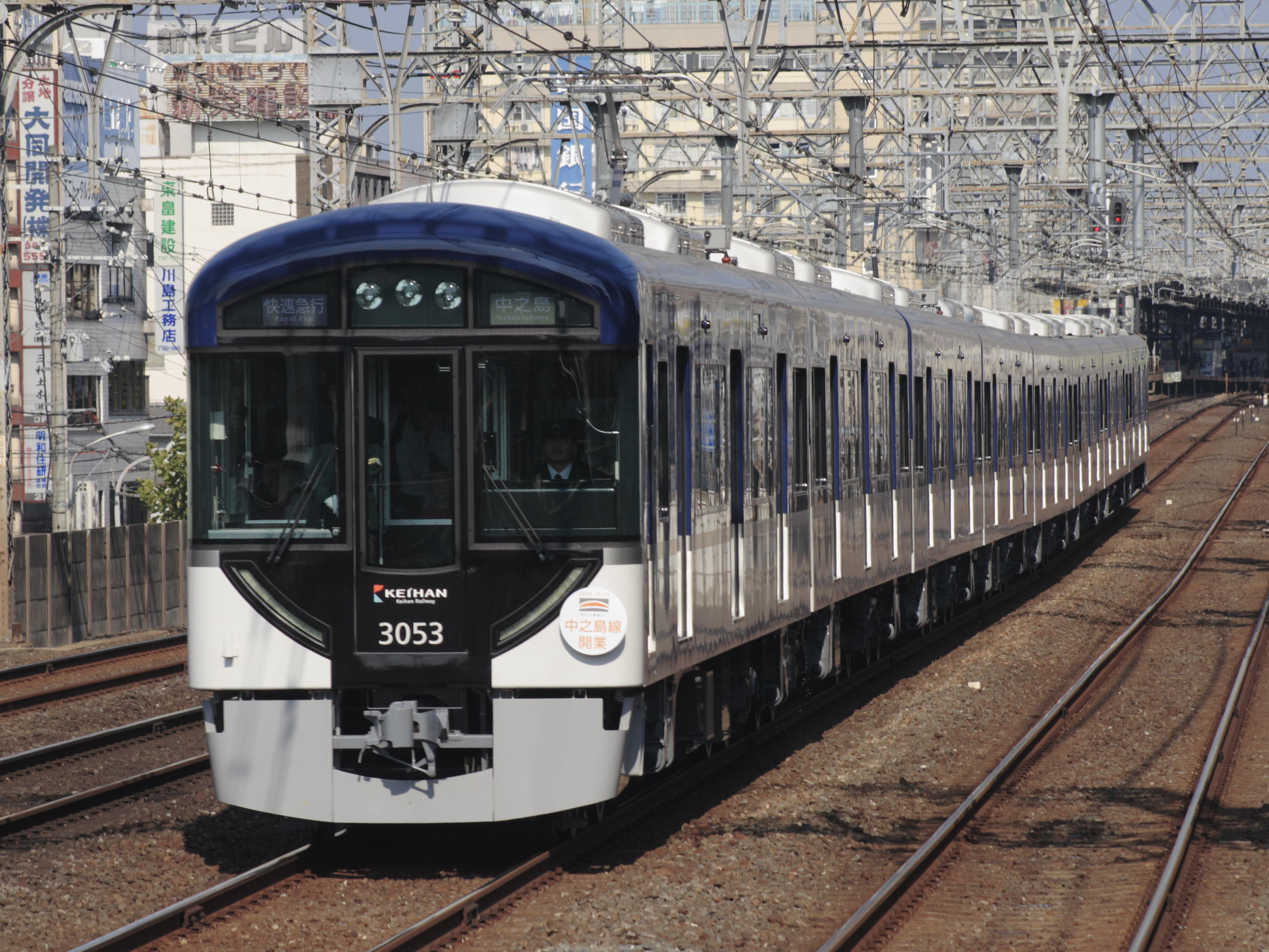
在京阪本線、鴨東線和中之島線上行走的快速急行會使用3000系（第2代）

在2008年10月19日時間表修正時開設。
中之島站、京阪本線、鴨東線快速急行、通勤快急
- 中之島到發：中之島站 - 渡邊橋站 - 大江橋站 - 難波橋站 - 天滿橋站 - 京橋站 - ＜守口市站＞ - 寢屋川市站 - 香里園站 - 枚方市站 - 樟葉站 ← 中書島站 ← 丹波橋站 ← 七條站 ← 祇園四條站 ← 三條站 ← 出町柳站
- 淀屋橋到發：淀屋橋站 - 北濱站 - 天滿橋站 - 京橋站 - ＜守口市站＞ - 寢屋川市站 - 香里園站 - 枚方市站 - 樟葉站 - （淀站） - 中書島站 - 丹波橋站 - 七條站 - 祇園四條站 - 三條站 - 出町柳站
  - 通勤快急會通過＜＞之車站（只限前往中之島和淀屋橋的班次）。
  - 淀站只於京都競馬場賽馬日和場外投注日，黃昏3班前往淀屋橋的列車臨時停靠。
  - 在2011年5月28日時間表修正前，在賽馬日的早上8時至下午5時，列車會臨時停靠淀站。
  - 在2014年秋季起，於春秋兩季實施特別時間表時，若當天同時為賽馬日，上午前往淀屋橋的快速急行會臨時停靠淀站。
  - 在2016年3月19日時間表修正中，首次開設前往淀屋橋的通勤快急列車、7卡編成行走的通勤快急與快速急行、以及於樟葉站、枚方市站出發的快速急行（包括平日在樟葉站於8:38出發前往淀屋橋的班次，在枚方市站於8:56出發前往中之島的班次。星期六及假日在樟葉站於早上出發前往淀屋橋的6個班次）。另外在快速特急營運時段中，當日若果為賽馬日和場外投注日，上行所有列車和下行3班列車會臨時停靠淀站。
  - 在2017年2月25日時間表修正中，削減平日下午繁忙時間從淀屋橋站出發的快速急行班次，同時削減於中之島站到發的快速急行班次。平日早上增加1班從枚方市出發的快速急行班次。該站出發的快速急行班次中，包括了8:56前往中之島的班次和9:16前往淀屋橋的班次。在星期六及假日，上午從淀屋橋站出發前往出町柳的快速急行班次變為急行班次。使星期六及假日的快速急行只有單向班次（從京都方向前往大阪方向）。
  - 在2017年8月20日時間表修正中，平日早上原本從中之島站出發前往樟葉的1班快速急行改為從淀屋橋站出發。使於中之島站到發的快速急行班次剩下平日早上在中之島站於7:58出發前往樟葉的1班，以及在枚方市站於8:56出發前往中之島的1班（上下行各1班）。另外，星期六及假日早上部分前往淀屋橋的快速急行的班次改為急行。
  - 在2018年9月15日時間表修正中，由於平日早上增加Liner與特急班次，新設了從寢屋川市站出發（在6:59出發前往出町柳）的快速急行班次，同時在出町柳站於7:55出發前往淀屋橋的快速急行班次縮短至從樟葉出發。使從出町柳站出發的快速急行只有黃昏班次（不論平日、星期六或假日），這些班次均前往淀屋橋。
  - 在2021年1月31日時間表修正中，前往中之島的快速急行班次被取消（該班次是在2008年10月19日時間表修正起開設）。使直通至中之島線的快速急行只剩下平日在中之島於18:45出發前往樟葉的1班。
  - 在2021年9月25日時間表修正中，日間再次開設快速急行班次，同時開始使用3000系（第2代）行走快速急行班次。另外，3000系在行走快速急行時開始連結「Premium Car」。

### 過去的列車
所有過去的特急列車於交野線內各站停車。
交野線直通K特急「織姬」（2003年9月8日 - 2008年10月17日）
- 私市站 → 河內森站 → 交野市站 → 郡津站 → 村野站 → 星丘站 → 宮之阪站 → 枚方市站 → 京橋站 → 天滿橋站 → 北濱站 → 淀屋橋站

交野線直通通勤快急「織姬」（2008年10月20日 - 2013年3月15日）
- 私市站 → 河內森站 → 交野市站 → 郡津站 → 村野站 → 星丘站 → 宮之阪站 → 枚方市站 → 香里園站 → 寢屋川市站 → 京橋站 → 天滿橋站 → 難波橋站 → 大江橋站 → 渡邊橋站 → 中之島站

交野線直通快速急行「彥星」（2008年10月20日 - 2013年3月15日）
- 中之島站 → 渡邊橋站 → 大江橋站 → 難波橋站 → 天滿橋站 → 京橋站 → 守口市站 → 寢屋川市站 → 香里園站 → 枚方市站 → 宮之阪站 → 星丘站 → 村野站 → 郡津站 → 交野市站 → 河內森站 → 私市站

## 車輛

### 特急專用車輛（特急形車輛）
以下的車輛是以行走特急班次為前提而設計和製造的特急專用車輛。
在括號內以粗體標示的年份範圍是行走特急班次的期間，以非粗體標示的年份範圍是當作一般車輛使用。
第一代
- 1700系（1951年 - 1956年 - 1983年）
  - 第一代特急專用車輛，首次使用「京阪特急色」和鳩標誌。在特急專用車輛中，唯一使用軸懸式驅動方式的車輛。
  - 在降級為一般車輛後，直至1983年京阪本線升壓至1500伏特前仍然服役。

第二代
- 1800系（第1代）（1953年 - 1963年 - 1981年）
  - 日本首架使用架懸式驅動方式的車輛。京阪特急首架連結「電視車」的車輛。
  - 在1900系登場後降級為一般車輛。

第三代
- 1810系〈後來編入至1900系〉（1956年 - 1963年 - 1973年 - 2006年）

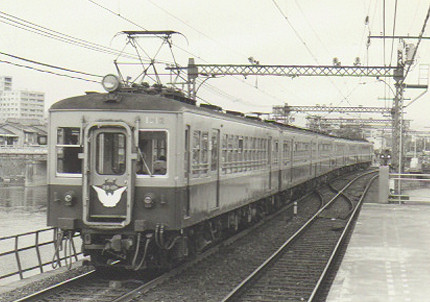
特急時代在編入至1900系後的1810系電車（1971年 七條站）

  - 在這個系列起，列車長度變為18米級和轉向架使用空氣彈簧。
  - 在1963年1900系登場時，除了2輛使用金屬彈簧的轉向架的車輛外，其他1810系均編入至1900系。
  - 1884和1885 2輛車廂是京阪首兩架完全為動車組拖車，以及所有座位都是橫置座位（包括車廂頭和尾端）。:

第四代
- 1900系（1963年 - 1973年 - 2008年）

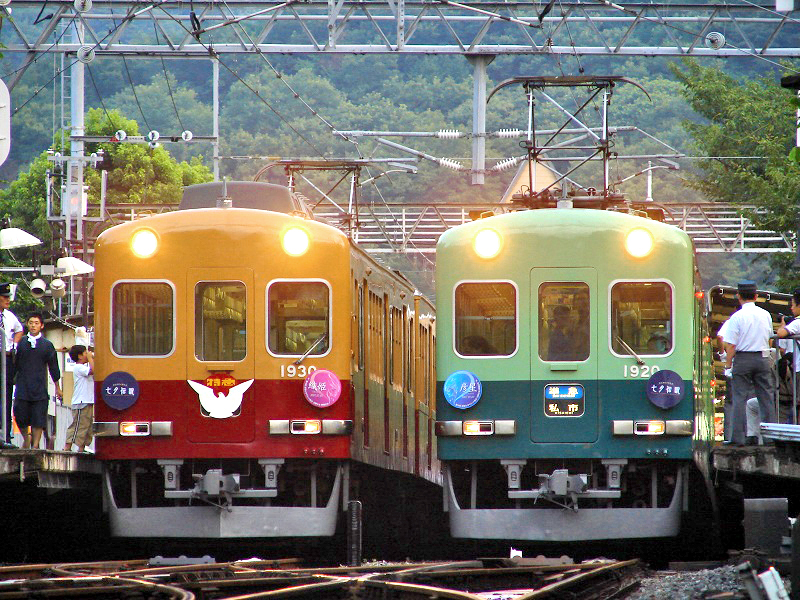
降級為一般車輛後（經改裝後）。左邊是特急色復刻車輛，右邊是一般色車輛（私市站）

  - 在京阪本線延伸至淀屋橋站時登場。車輛特徵是車頭設有保險槓和擁有較高性能。
  - 在3000系（第1代）登場起，雖然此系列的車輛降級為一般車輛，但是在臨時特急班次中，仍然優先運用此系列車輛。在2000年代的活動中，車頭掛上了鳩標誌和頭牌，當時行走K特急「織姬」。
  - 在中之島線開業前日的2008年10月18日，不再行走定期班次。同年12月，在行走告別班次外正式退役。

第五代
- 3000系（第1代）〈後來變為8000系30番台〉（1971年 - 2013年）

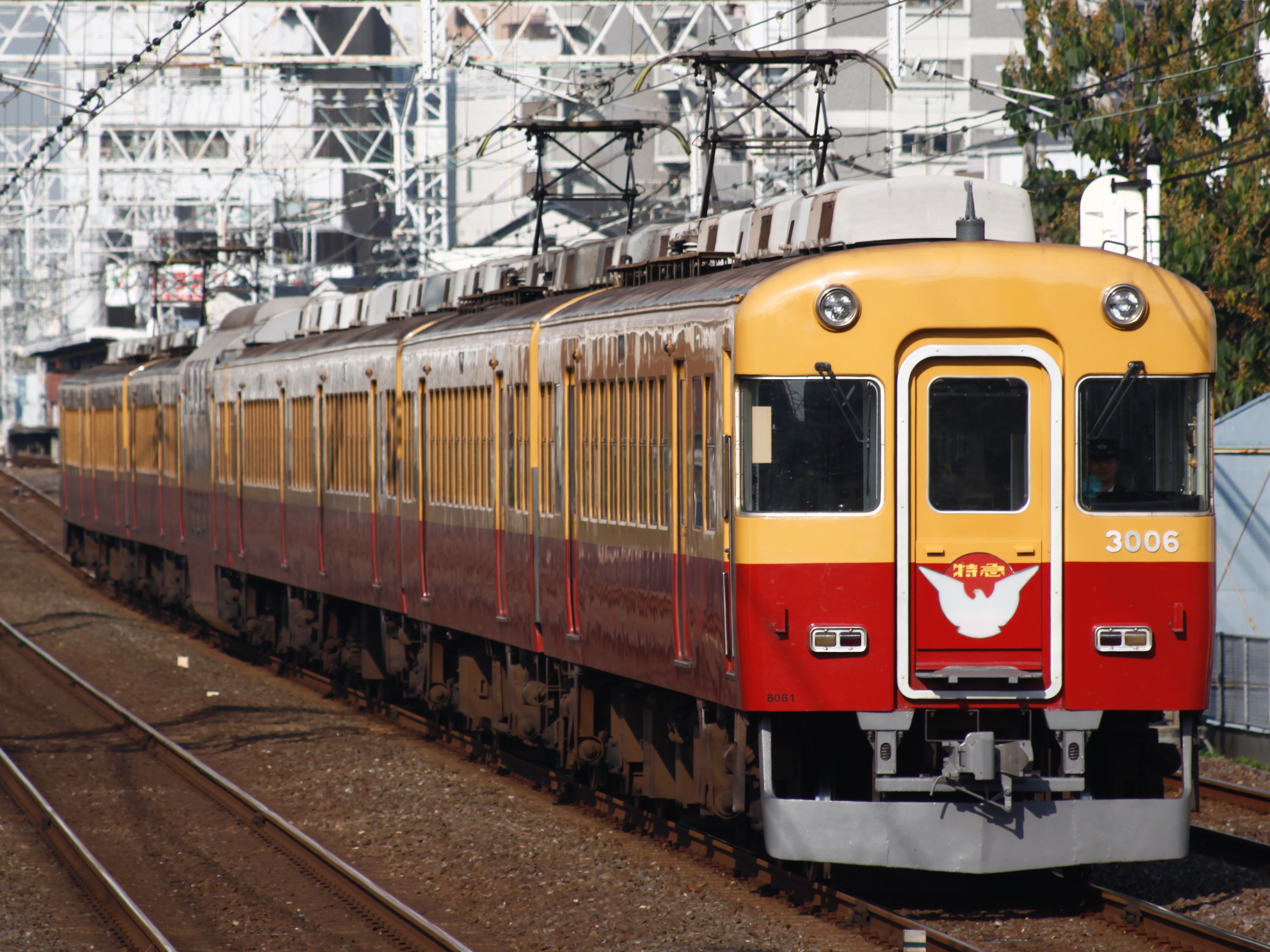
復原至原狀的3000系（第1代）（經典款式）

  - 首架特急專用車輛設有空調車廂，在電視車內設有彩色電視機。
  - 在鴨東線開業起開始被更換為8000系，當日只有部分車廂被轉讓。由於於繁忙時間，特急車輛仍然不足，因此還保留了1抽列車。在1995年的改裝工程中，1輛車廂改裝為雙層車廂（成為了日本唯一在役車廂由單層改裝為雙層）。在2008年，隨著3000系（第2代），3000系（第1代）變為8000系30番台。
  - 在2012年9月，車頭再次印上未改變型號前的車輛編號，曾經存在的鳩標誌燈牌再次出現。回復至改裝前的姿態。並且為該車輛特設了網站，同時開始行走快速特急「洛樂」。
  - 在2013年3月10日，該車輛不再行走一般營業班次。在同月31日行走告別班次，隨後該車輛被退役，不再行走京阪線。同時，京阪的所有電視車全部廢除（雙層車廂的車身轉讓給富山地方鐵道）。
  - 在2014年樟葉Mall擴建和翻新之際。於南館（光野Mall）開設「SANZEN-HIROBA」，一架3505號盡力地復原為當初登場時的樣子，復原的東西包括幌架、使用8000系登場以前的塗裝、「特急」幕和座位布料，並放置於該處。另外也設置了駕駛模擬器、投影行走影像於車窗外、以及播放行走聲音，作為一個「數碼化動態保存」。

- - 截至2019年，歷代京阪特急專用車從登場至退役前，一貫都只有「特急車」唯一形式[注 41]。

第六代
- 8000系〈0番台〉（1989年 - ）

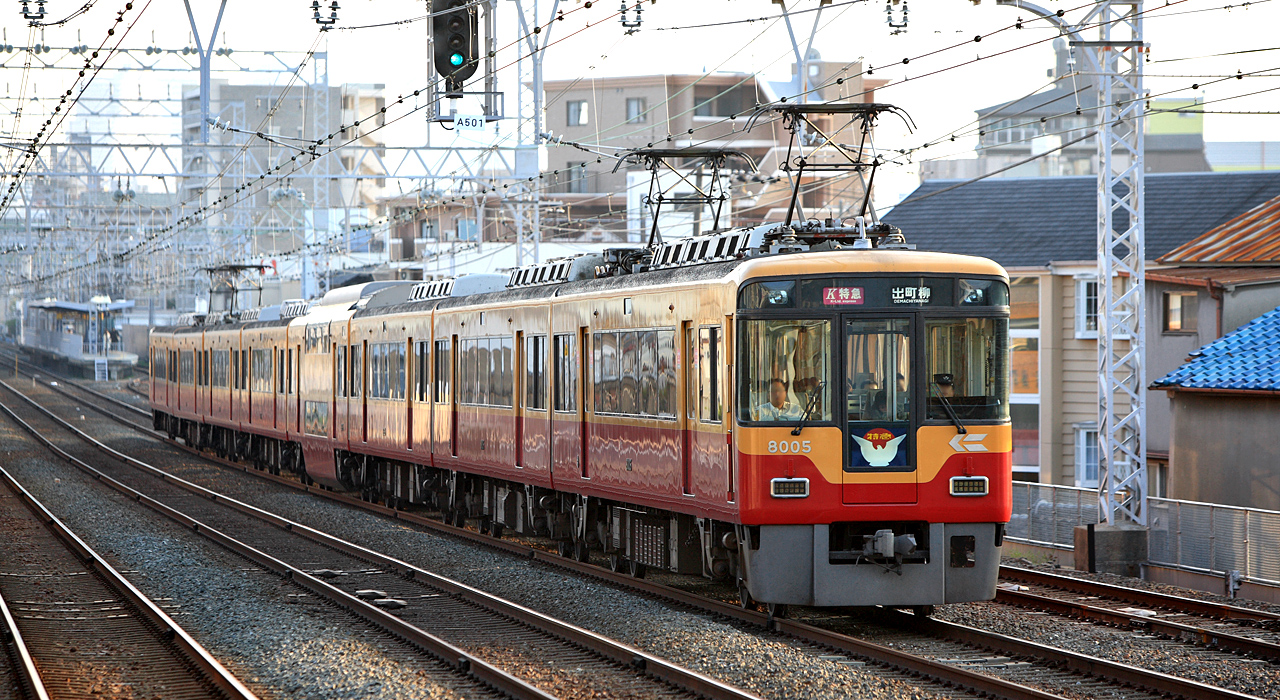
8000系舊塗裝車

  - 現時主力特急車輛，在鴨東線開業時登場。首個特急專用車輛設有固定編成。車內的可旋轉式桶椅（橫置座位）、窗簾與豪華及沈穩的車內裝飾成為了該車輛的特徴。在1998年，繼3000系後連結新建造的雙層車廂，此自特急專用編成統一以8卡固定編成。
  - 在1989年至2013年約24年之間，8000系與前代特急車（3000系（第1代））共用，在京阪特急中比較少見。在本系列登場後，「京阪特急色」的色調稍為改得較明亮一點。
  - 在2008年起使用了新塗裝（「優雅沙龍」色）。另外在2009年起，把8000系進行翻新工程，包括把車尾的座位進行改裝，同時把電影機撤走。在2010年3月27日，翻新車輛開始運行。在2012年7月，8000系不再設有電視車。在2012年3月起開始行走快速特急「洛樂」，在2017年2月25日修正中，改為使用3000系（第2代）。除了春秋旅遊旺季的星期六及假日，以及正月時間表外，一度不使用8000系行走快速特急。
  - 在2017年8月20日時間表修正起，開始連結收費座位指定席車廂「Premium Car」。因此1卡（6號車廂）一度沒有在編成內，該車廂在寢屋川車輛工場進行改裝。在這個期間暫時以7卡編成行走。
  - 在2018年9月15日時間表修正起，星期六及假日再次開始行走快速特急。另一方面，除了快速特急、特急、Liner外（通勤快急以下各個列車類別），8000系不會行走其他定期列車班次。
  - 在3000系（第1代）退役後，8000系成為京阪線唯一2道單門的車輛。

#### 特色
- 京阪特急車輛不單只以最高水準的接客設備來提供服務，還只需要車票便可乘車（「Premium Car」除外）。當中，雖然3000系（第2代）未能獲得藍絲帶獎，但是仍然獲得桂冠獎[注 42][注 43]。
- 1700系是日本首個在轉向架（KS-50）中使用空氣彈簧。1900系裝配了差速器轉向架（KS-68）作長期試行。這兩個列車在鐵路技術發展中留下了重要歷史。
- 在特急專用車輛中，於車內是沒有任何廣告[注 44]。這是在不需額外費用的特急列車中比較罕見[注 45]。但是在1957年至1995年（1810系 - 3000系（第1代））之間，於座位頭枕背面刊登了名片大小的廣告。
- 在2013年秋季起，車內會設有一個傳統上被稱為的空間，該處會掛上沿線風景的畫作。另外在不同季節會在中發布沿線資訊與新時間表與旺季時間表等通告。
- 考慮到9000系也會行走特急班次，雖然車內與其他通勤車廂一樣設有懸掛廣告位的空間，但是只用作展示沿線資訊。在2006年起，只有1抽列車掛上相同廣告。在2008年10月16日起與一般車輛一樣掛上廣告。只有1抽列車掛上相同廣告的情況由3000系（2代）繼承。
- 在特急專用車輛中，8000系曾經在部分列車車身貼上了全車身廣告。

### 特急兼用車輛
以下的車輛是非特急專用車輛，但是由於也會有機會行走特急等優等列車，因此車內設備與其他通勤型車輛略有不同。在半橫置座位（舊塗裝）時代，9000系和3000系（第2代）是8000系以外的後補特急車輛。
在括號內以粗體標示的年份範圍是設有特別設備以行走特急列車之時期，以非粗體標示的年份範圍是當作一般車輛使用（長椅車廂）。
- 1000型（第2代）（日语：京阪1000型電車 (2代)）（1937年 - 1956年 - 1970年）
  - 在戰後開設京阪特急班次時，1000系成為特急專用車輛（在開設京阪特急時還未有1700系）。該車輛是戰前製造的流線型浪漫車[注 46]。
  - 在1956年改裝為長椅。
- 9000系（日语：京阪9000系電車）（1997年 - 2010年 - ）
  - 在1997年3月22日時間表修正中，京阪特急首個8卡編成列車登場。該車輛以7200系（日语：京阪7200系電車）作為基礎，但9000系車內使用半橫置（固定）座位（7200系則為通勤型列車，使用長椅）。為了與長椅車輛作區別，因此車身會有水藍色色帶[4]。
  - 在2003年9月6日時間表修正起，在每10分鐘一班特急的日間時段（部分為夜間時段），9000系會行走定期特急班次。在9000系進行車輛檢查時，6000系等長椅通勤車輛8卡編成會代行。
  - 在2008年10月19日時間表修正起，在早上繁忙時間刻意行走特急班次，彷彿就像當初登場時的情況。另外也優先行走新列車類別「深夜急行」。後來，隨著9000系的進化版3000系（第2代）登場，「3門半橫置車廂」的地位轉讓給3000系（第2代）。而9000系使用新塗裝並改裝為長椅[43]。
  - 在2015年至2017年，第1至4編成減至7卡。在2016年3月時間表修正中，9000系以7卡編成行走快速急行和通勤快急[注 47]。而第5編成（仍然以8卡編成）繼續行走特急班次。
- 3000系（第2代）（日语：京阪3000系電車 (2代)）（2008年 - ）

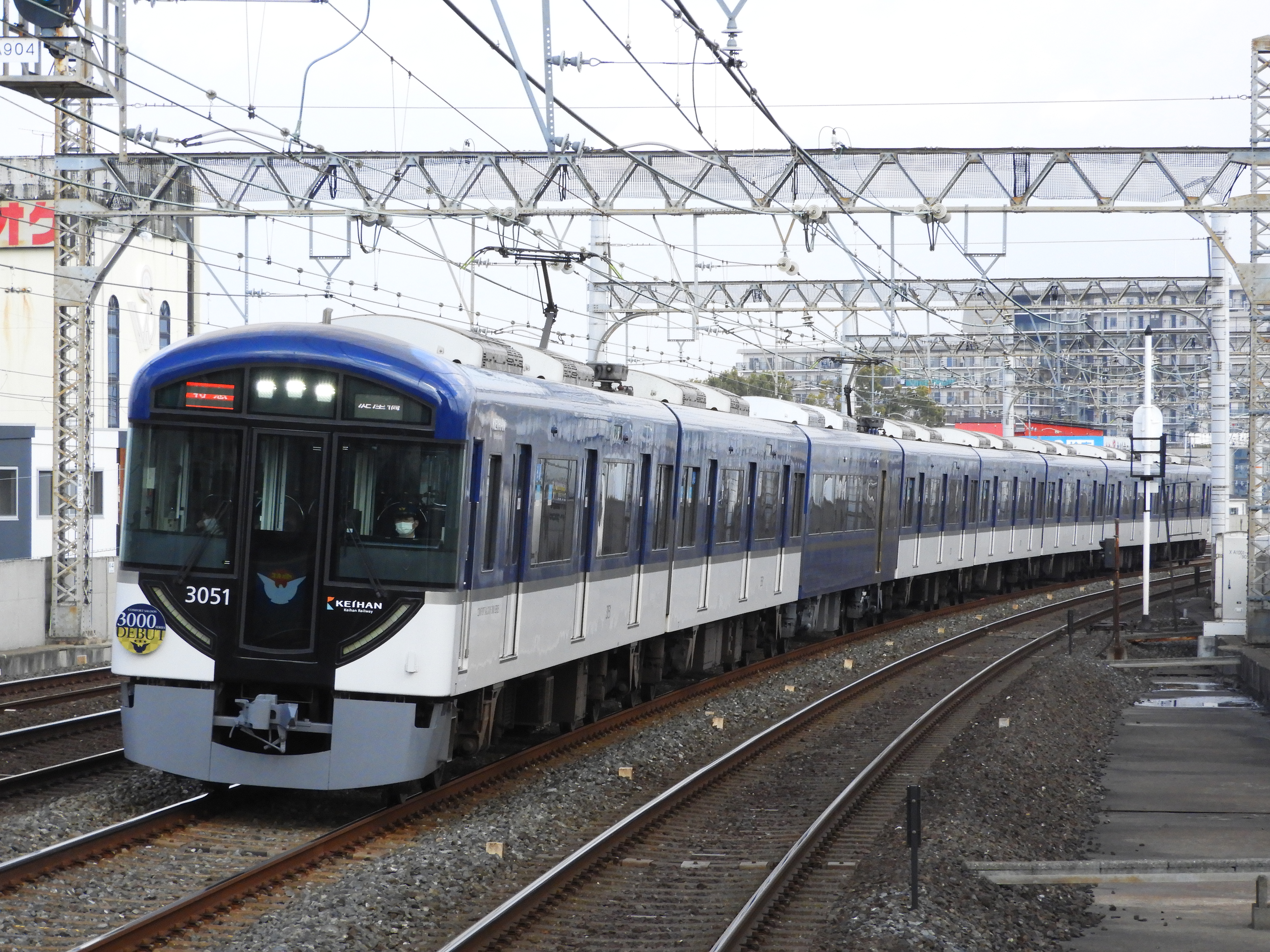
展示出鳩標誌的3000系（第2代）同時連結「Premium Car」

- - 承繼3000系（第1代）特急車輛，3000(第2代)配備了可轉換式橫置座位和3門車，以營造「特急等級的空間設計[44]」。3000系在快速急行直通至中之島線時登場。塗裝方面，3000系是使用以海軍藍色作為基調的「舒適・沙龍」色。
  - 在2011年5月28日時間表修正起，日間的快速急行班次被廢除，使3000系(第2代)主要行走特急班次。同時，使用3000(第2代)駛入中之島線的快速急行和通勤快急班次也大幅減少[注 48]。
  - 在2017年2月25日時間表修正起，3000系(第2代)開始定期行走快速特急「洛樂」班次。在2018年起的正月時間表中，3000系(第2代)也行走快速特急班次。
  - 在8000系引入座位指定席特別車輛「Premium Car」後，由於受到乘客歡迎。因此在3000(第2代)也引入新造的「Premium Car」。在2021年9月時間表修正起，於淀屋橋到發的快速急行列車也連結「Premium Car」。

### 臨時特急使用車輛
以下車輛是行走臨時特急時使用的車輛。但是，當進行車務調動時，會使用其他車輛代行。在括號內的年份是優先使用臨時特急的年份範圍。另外，除了6000系和7000系外，當行走臨時特急時會掛上鳩標誌。另外，1700系、1800系和1900系於行走臨時特急時，這些車輛的已經從特急專用車輛變回一般車輛。
- 1700系（日语：京阪1700系電車）、1800系（第1代）（日语：京阪1800系電車 (初代)）（1963年 - 1966年）
- 2200系（1966年 - 1971年。但是多數使用2000系（日语：京阪2000系電車））[注 49]
- 1900系（1971年 - 1983年。2200系和2400系（日语：京阪2400系電車）[注 50]也不時行走，尤其是需要空調設備的時期）
- 6000系（1983年 - 1993年）
- 7000系（日语：京阪7000系電車）（1993年 - 1995年）
  - 在1995年6月19日時間表修正起，7000系改以7卡編成（除了5000系外[注 51]），在1998年4月28日起，由於特急所有列車以8卡編成，7000系也改為8卡編成。
  - 安排臨時特急之使用車輛的優先次序是：特急專用車輛→9000系→一般車輛。上述車輛會使用後備編成。對於一般車輛來說，會優先使用新車或剛完成改修工程的車輛。

現時，臨時特急使用一般車輛時，基本上使用8卡編成車輛（6000系所有編成和9000系第5編成），在2017年3月起會優先使用13000系20番台7卡編成。

### 免費的特別車輛
為了吸引旅客或需求刺激，便會在特急專用車輛中連結一些特別車輛。除了「Liner」外，只需車票（不需額外費用）便可使用。

#### 電視車（現已廢除）

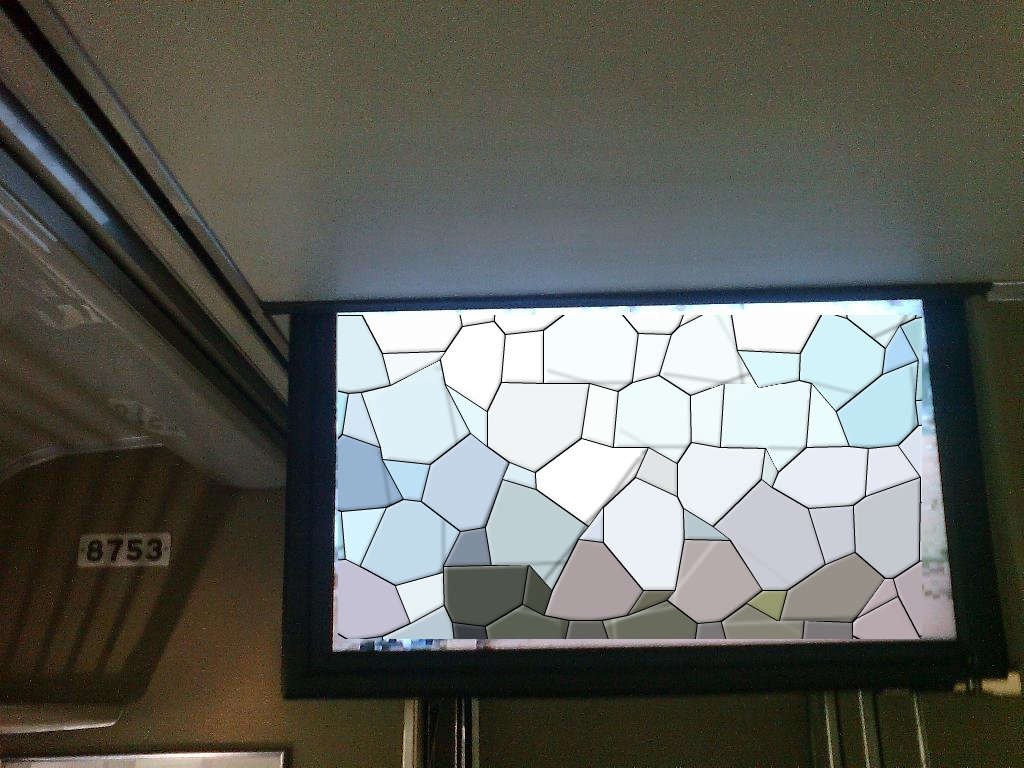
在過去的8750形設置了液晶體電視機（圖片已經經過處理）

在1954年8月，於1800系車內黑白電視。隨後於1810系、1900系、3000系（第1代）和8000系也設置電視機。在2013年3月31日，3000系（第1代）（8000系30番台）在結束行走時仍然設有電視機。1800系、1810系和1900系的電視機為黑白電視，3000系（第1代）和8000系的電視機為彩色電視。在車內設有電視機的車輛側邊車身上會展示紅色字樣。
另外，這個名稱是京阪控股的注冊商標（第4045693號），未經許可不得使用。
在樟葉MALL南館「SANZEN-HIROBA」內的一架數碼動態保存車輛3505號車，以及富山地方鐵道的「雙層車廂特快」均把「電視車」復原。

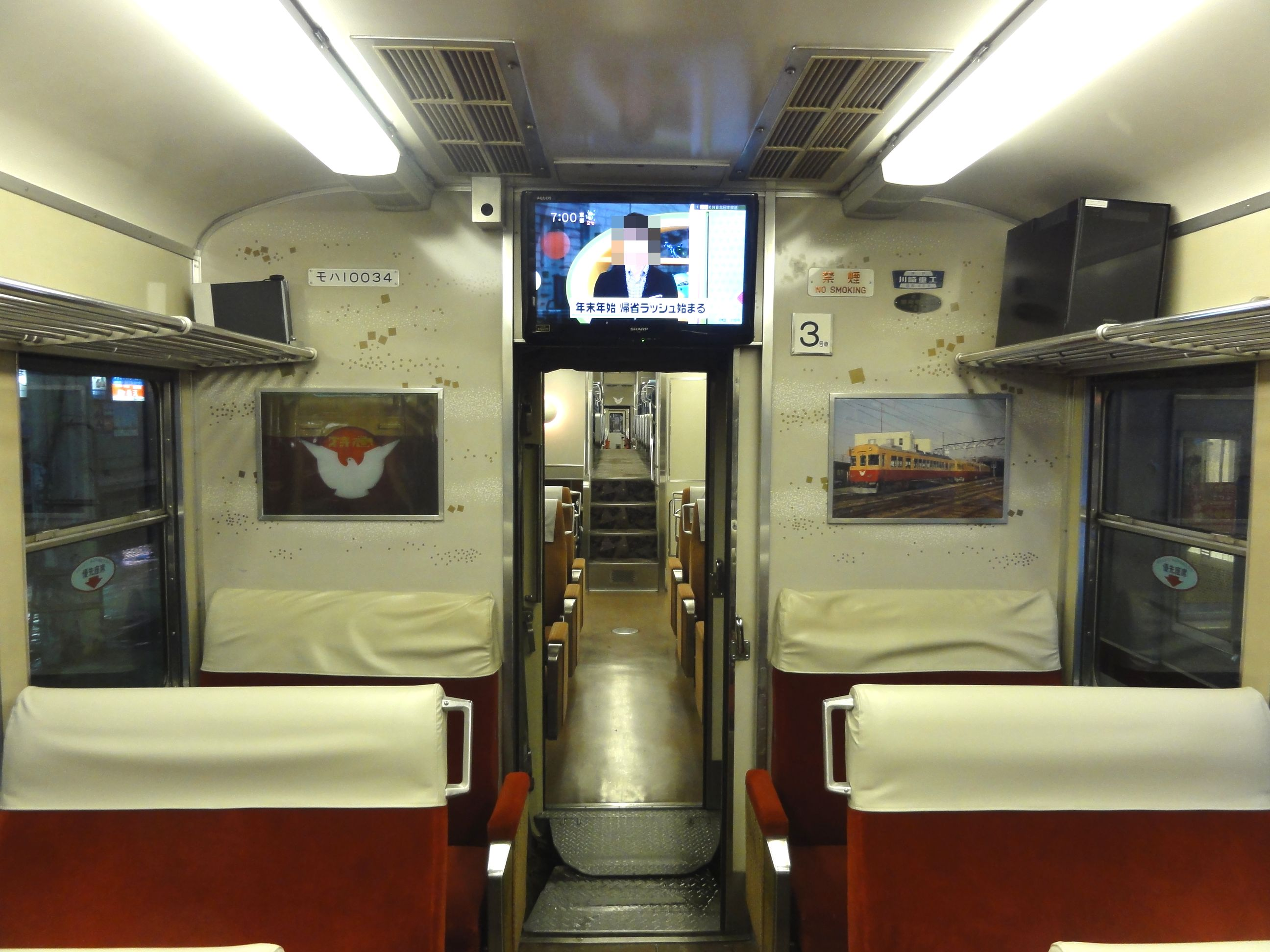
富山地方鐵道「雙層車廂特快」中的「電視車」
（2013年12月）

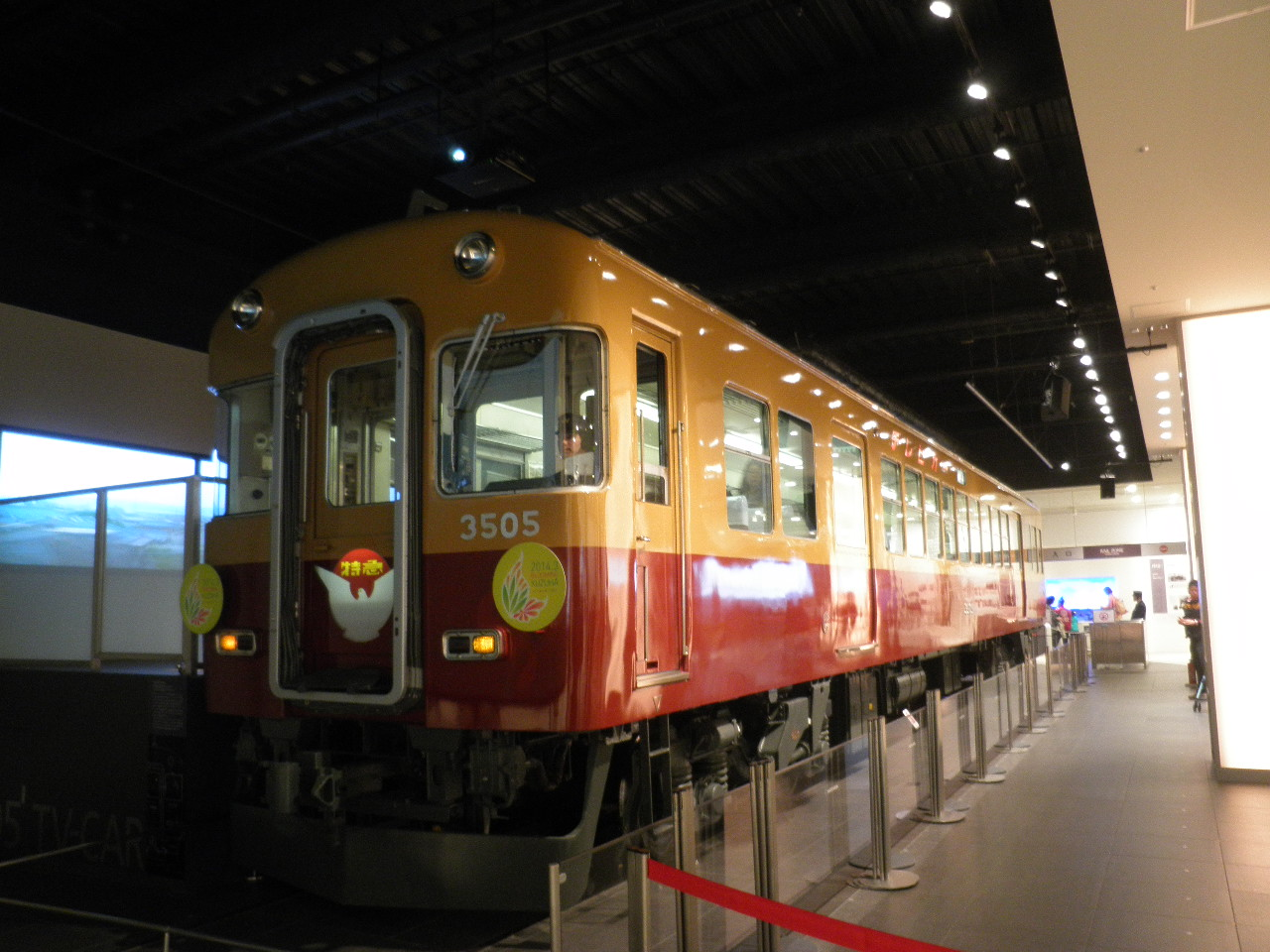
在樟葉MALL「SANZEN-HIROBA」展示的3505號車

#### 雙層車廂

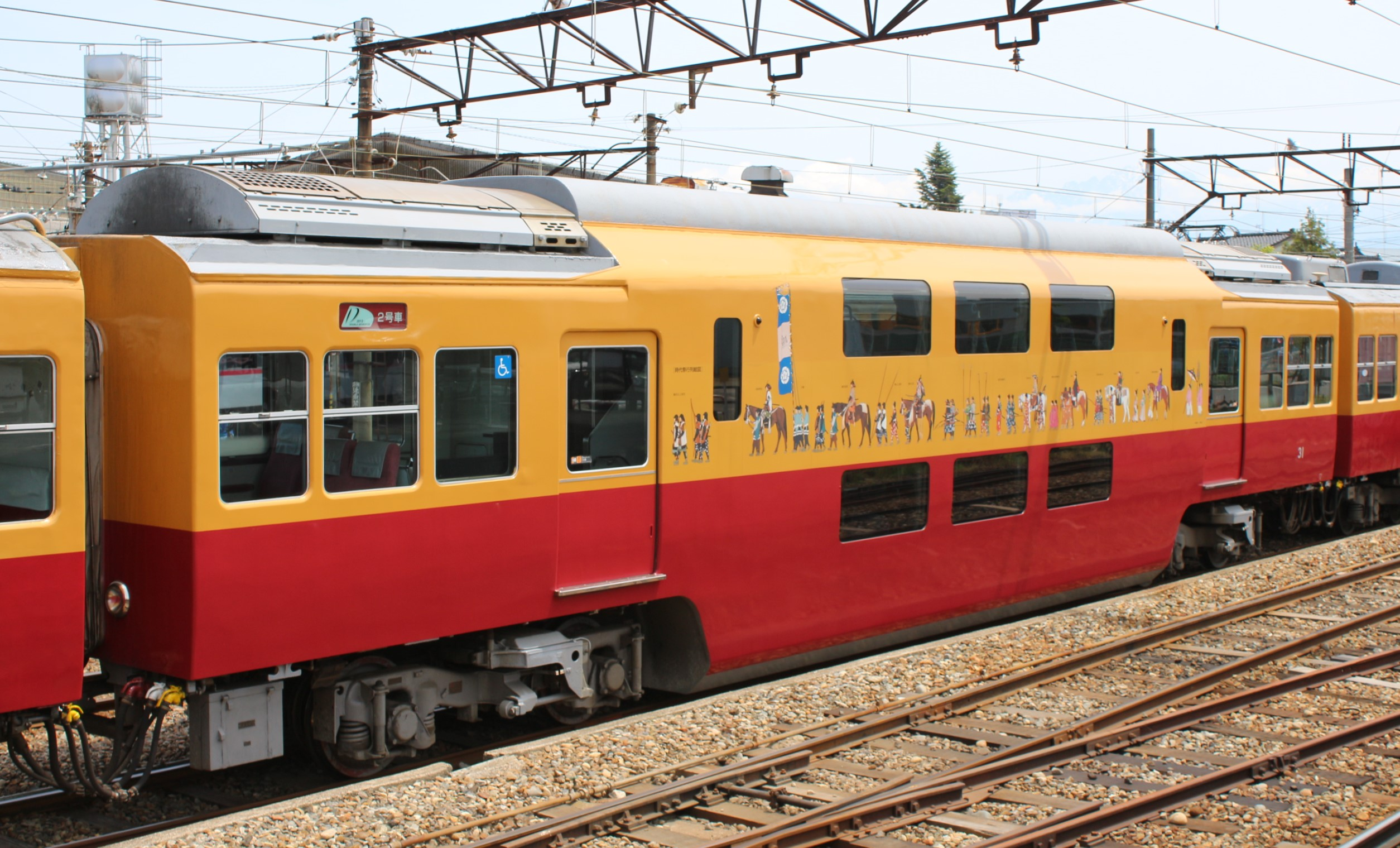
轉讓給富山地方鐵道後的3000系(第1代)雙層車輛（現時：富山地鐵SaHa31）
（2021年5月）

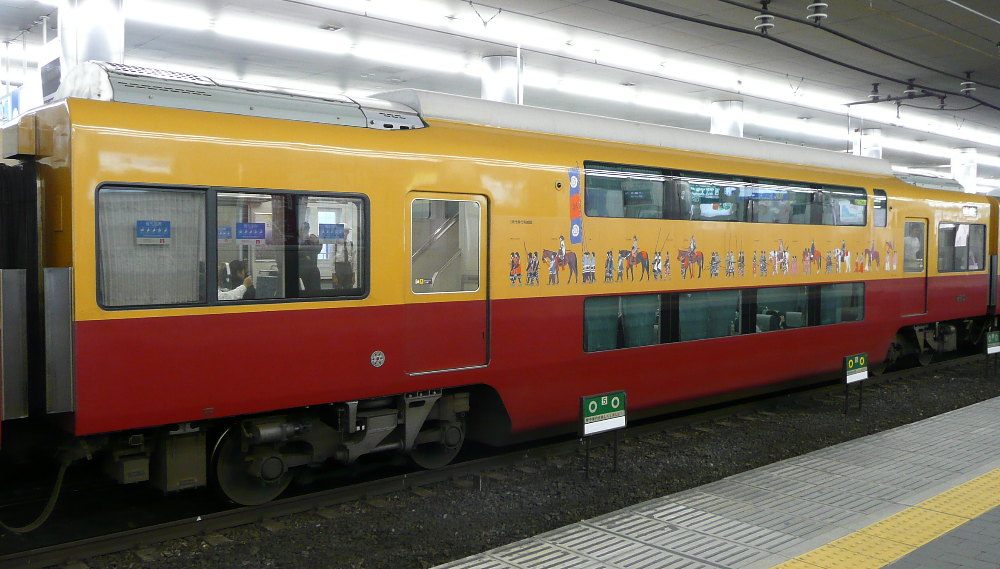
8000系雙層車輛外觀（舊塗裝）

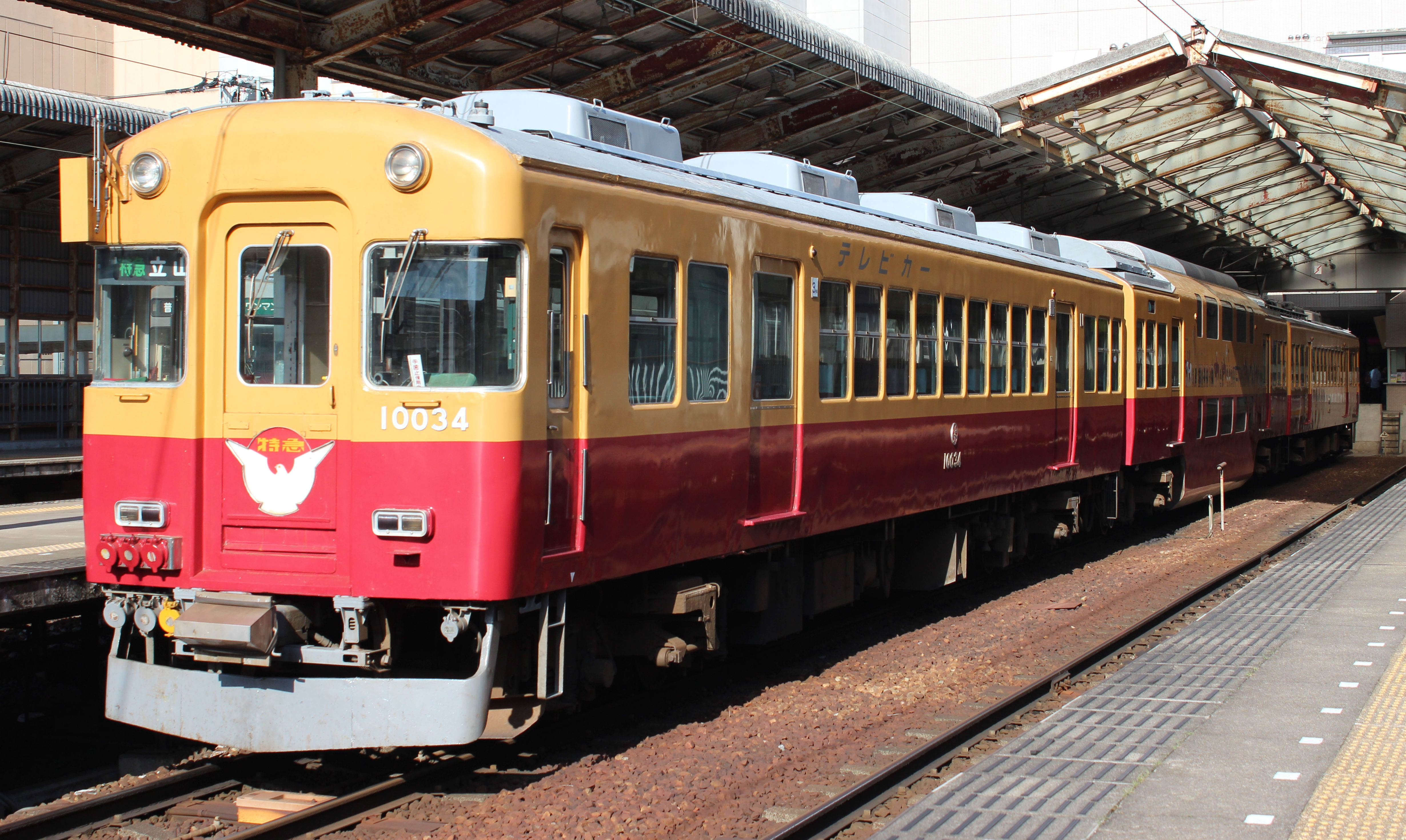
富山地方鐵道「雙層車輛特快」（前3518-3018）

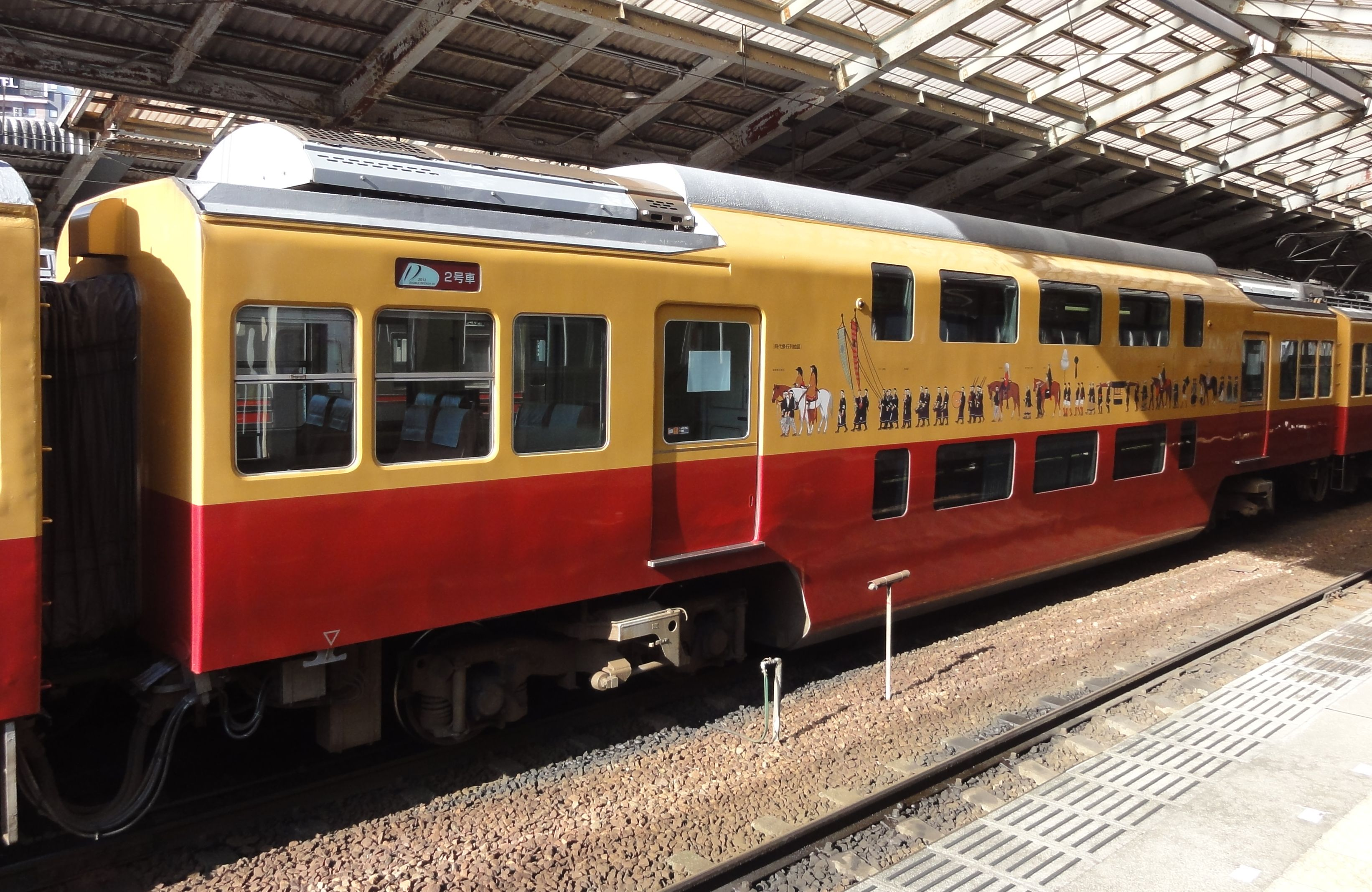
3000系（第1代）完全退役後，轉讓給富山地方鐵道的雙層車輛（富山地鐵SaHa31）

在1995年，3000系（第1代）進行車體翻新時，3600型中間動車組拖車（舊車輛編號：3608）於自家的寢屋川車輛工場進行改裝，由單層車輛改裝為雙層車輛。在1995年12月25日重新投入服務。這是日本唯一服役車輛由單層改裝為雙層車輛。後來，由於自家製的雙層車輛受到好評，因此有聲音表示「8000系編成也需要（雙層車輛）」。因此在1997年，建設了新的8000系雙層車輛，並與現有編成連結。在舊塗裝中，除了雙色調外，還印上時代祭畫卷圖案。在8000系使用新塗裝和取代3000系（第1代）後，該圖案被消滅。另外，轉讓給富山地方鐵道的3000系（第1代）雙層車輛車身還保留時代祭畫卷，車內幾乎還原為原形，現時以「雙層車輛特快」的名義行走。

### 收費特別車輛（Premium Car）

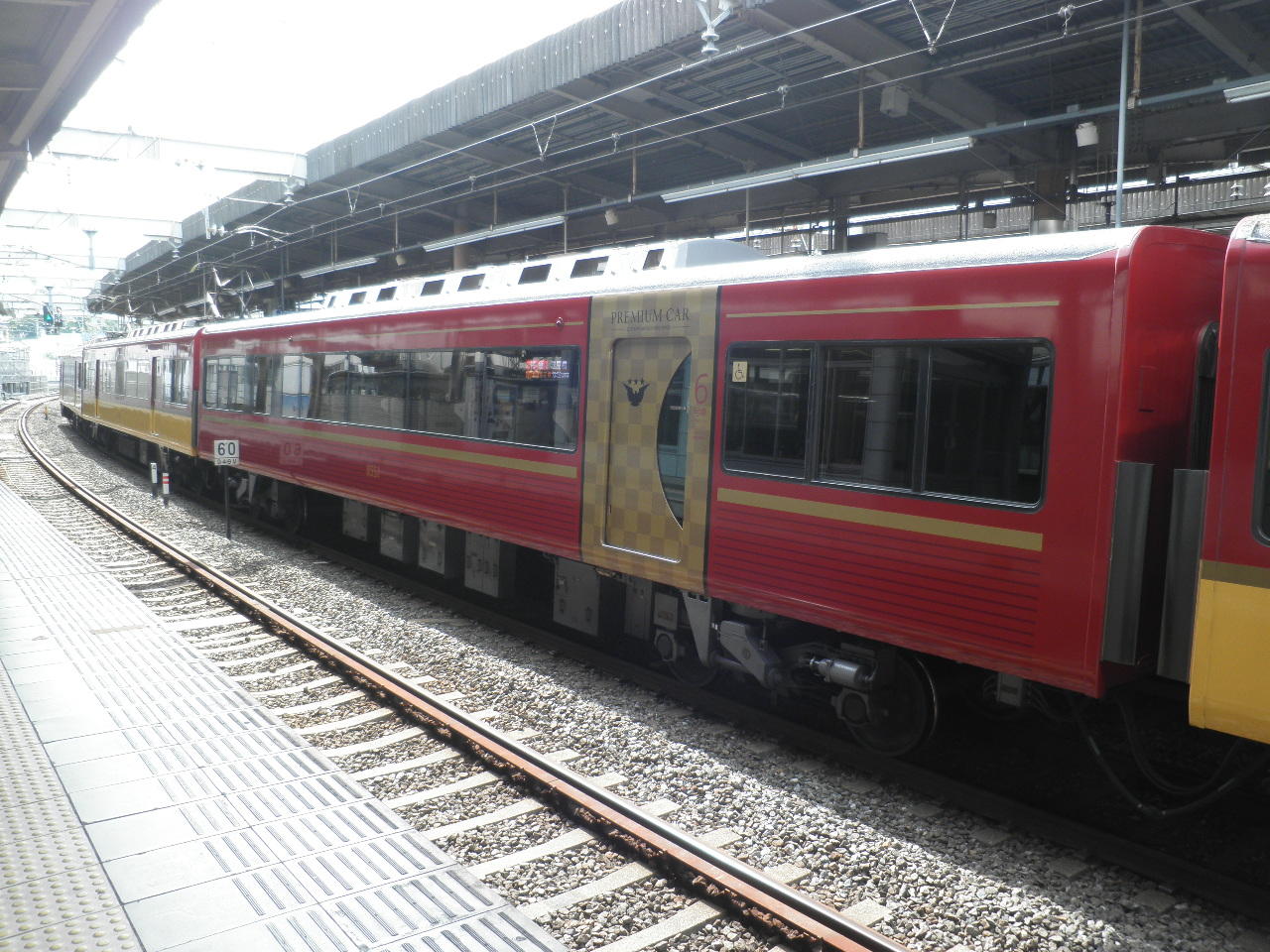
8000系「Premium Car」外觀。當中車廂只有1道單門。

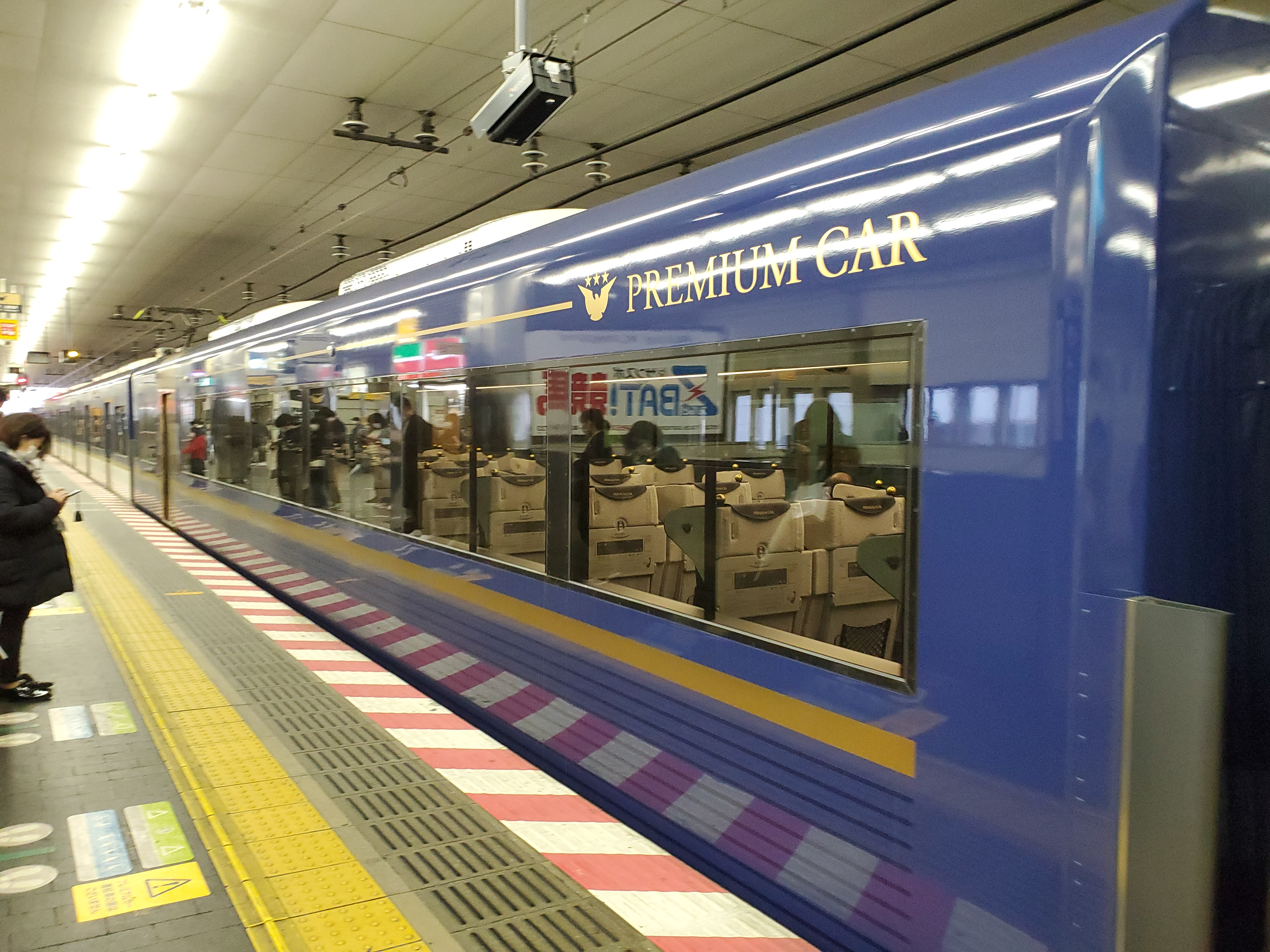
第2代3000系「Premium Car」外觀。當中車廂只有1道雙門。

#### 引入8000系「Premium Car」的歷史
在2015年9月30日，京阪發表預定在2017年上半期於8000系特急車輛中引入收費的座位指定席車輛「京阪特急Premium Car」（暫名）。投資額約16億日圓。
當時除了乘客表示「即使需要支付額外費用，也希望能夠得到座位」外，在2013年成立的「鐵道活性化委員會」，當時的總務課長指出引入座位指定席與躺椅，使「Premium Car」有了雛形。項目小組當時向名古屋鐵道等各地收費特急進行調查乘車率與規格。內部裝修的負責人調研了JR東日本「成田特快」和新幹線等列車。
在2016年9月1日，決定了正式名稱為「Premium Car」。在經過車輛改裝等工程後，於2017年8月20日時間表修正起正式營運。
隨著進行「Premium Car」改裝工程，在2016年9月24日起，5抽8000系縮短至7卡編成。在2017年2月25日至同年8月18日，所有8000系都以7卡編成。在經過一連串的改裝等工程後，在開始營業日前的8月20日前完成所有「Premium Car」改裝工程
在8000系的6號車廂（靠近京都的車頭是第1架，6號車廂是位於第6架）靠近大阪一方的車門被移除，使原本設有單邊2道單門，變為單邊只有1道單門（為京阪首架這樣設計的車輛）。

#### 使用
參見#收費座位指定服務一節。

#### 車外內
車身設計方面，使用了京阪特急傳統的紅色作為基調，為了更顯特特車輛的存在感，於車門處與加上了金色，車身加上了金色帶作為點綴。在車內外加上了「鳩標誌」與三顆星，以代表該車輛為收費座位指定席特別車輛「Premium Car」。

車門入口的玄關與座位空間之間以煙熏玻璃分隔。為了車內空間變得更沉穩，車內以枯山水作為形象，敷設了地毯，車廂座位使用了私隱度更高「Premium Car」款式躺椅，該躺椅設有大型頭枕和頭罩，也可以旋轉。車內的座位配置為2+1。座墊寬度為460mm（現時為430mm），座度寬度為600mm（1人），座位靠背的高度為770mm（現時為640mm），座位前後間隔為1,020mm（現時為920mm）、躺椅角度最大為20度，車廂載客量為40人。所有座位設有電源插座（最高輸出電流為2Amp），除了部分座位外，所有座位均設有大型桌子。在車廂內設有專屬服務員提供觀光資訊等服務（委托全日本空輸子公司ANA商業解決方案負責）。也可設有免費租賃手提電話（智能手機）專用充電器與毛毯。在車內天花板附近設有「nanoe X」的淨化空氣設備。在座椅腳下設有腳燈。車內設有免費Wi-Fi服務「KEIHAN FREE Wi-Fi」。在車門玄關附近設有大型行李放置處。
在「Premium Car」內由於是指定座位，因此沒有優先座。另外，由於車門與座位空間並不是完全分離，因此在「Premium Car」內使用手提電話的規則是「設定為靜音模式，並且避免打電話（在擁擠時關閉電話這個規則不適用）」。

#### 擴展「Premium Car」服務
在2018年7月9日，部分媒體報導預定把「Premium Car」擴展至3000系。在同年11月8日，官方正式發表於3000系引入「Premium Car」。在2021年1月31日時間表修正起開始營運。
承襲了8000系「Premium Car」的款式。3000系「Premium Car」使用新造的車輛，車身使用深藍色（優雅藍）和金色。車門為雙門設計，所有座位的側窗形狀均統一。車內的座墊進行了調整，以進一步提高了乘坐舒適性，座位前後間隔增加20mm至1,040mm。另外，車內的間隔進行了改動，使較多座位設有大型桌子。車廂靠近京都一方的4個座位設有暖椅設備（只限座位背部）。

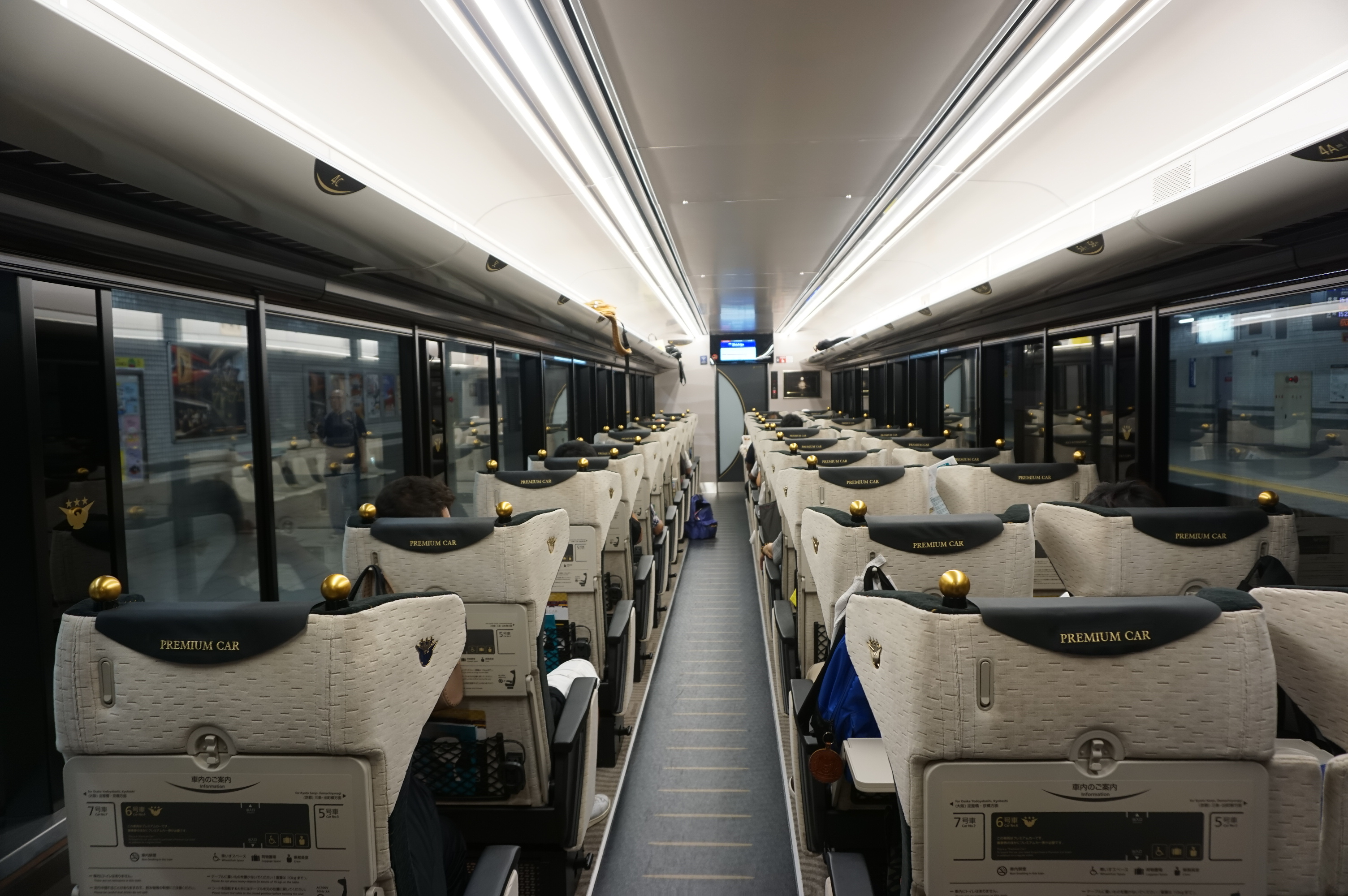
「Premium Car」車內（8000系）
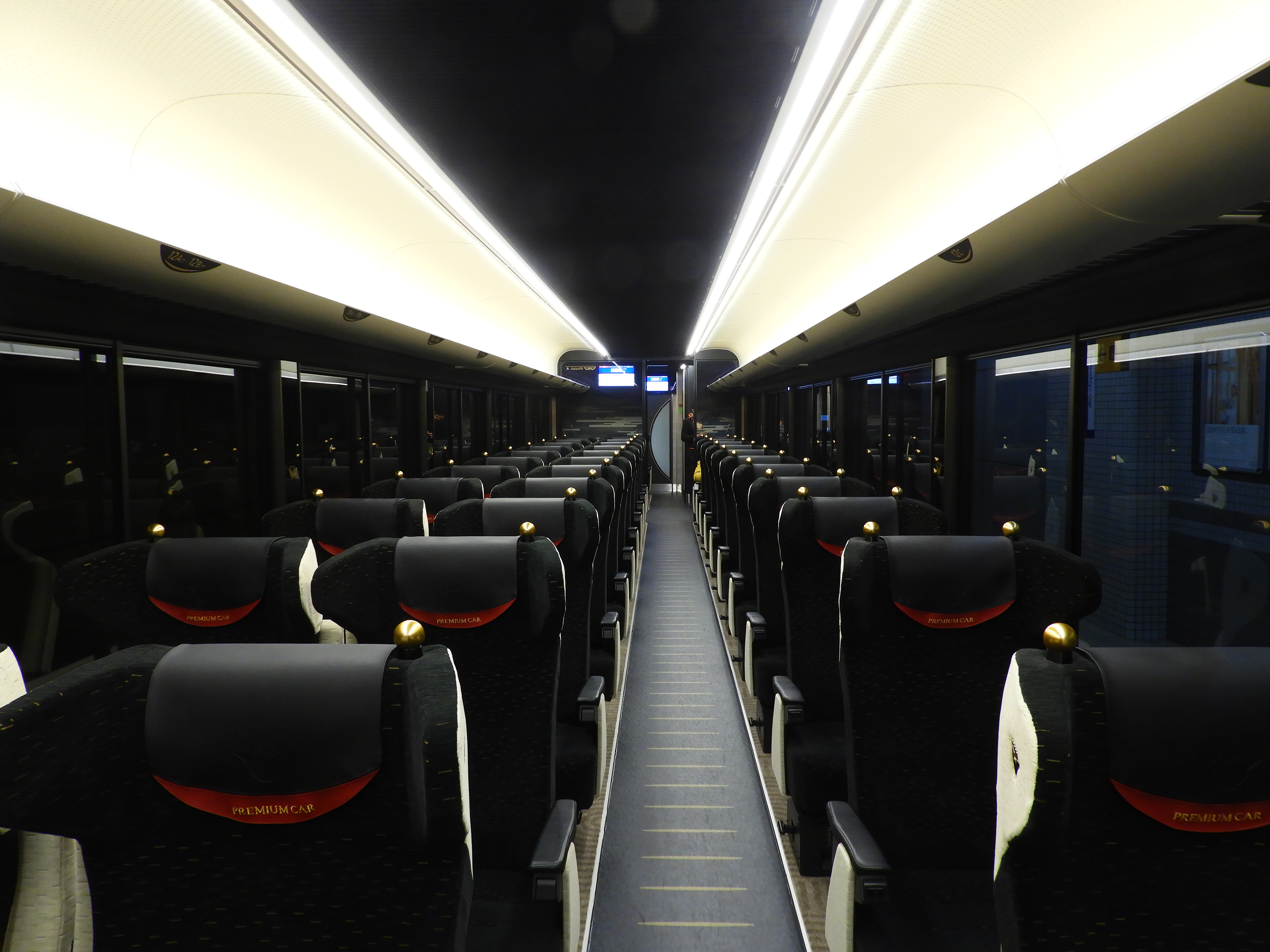
「Premium Car」車內（3000系（第2代））
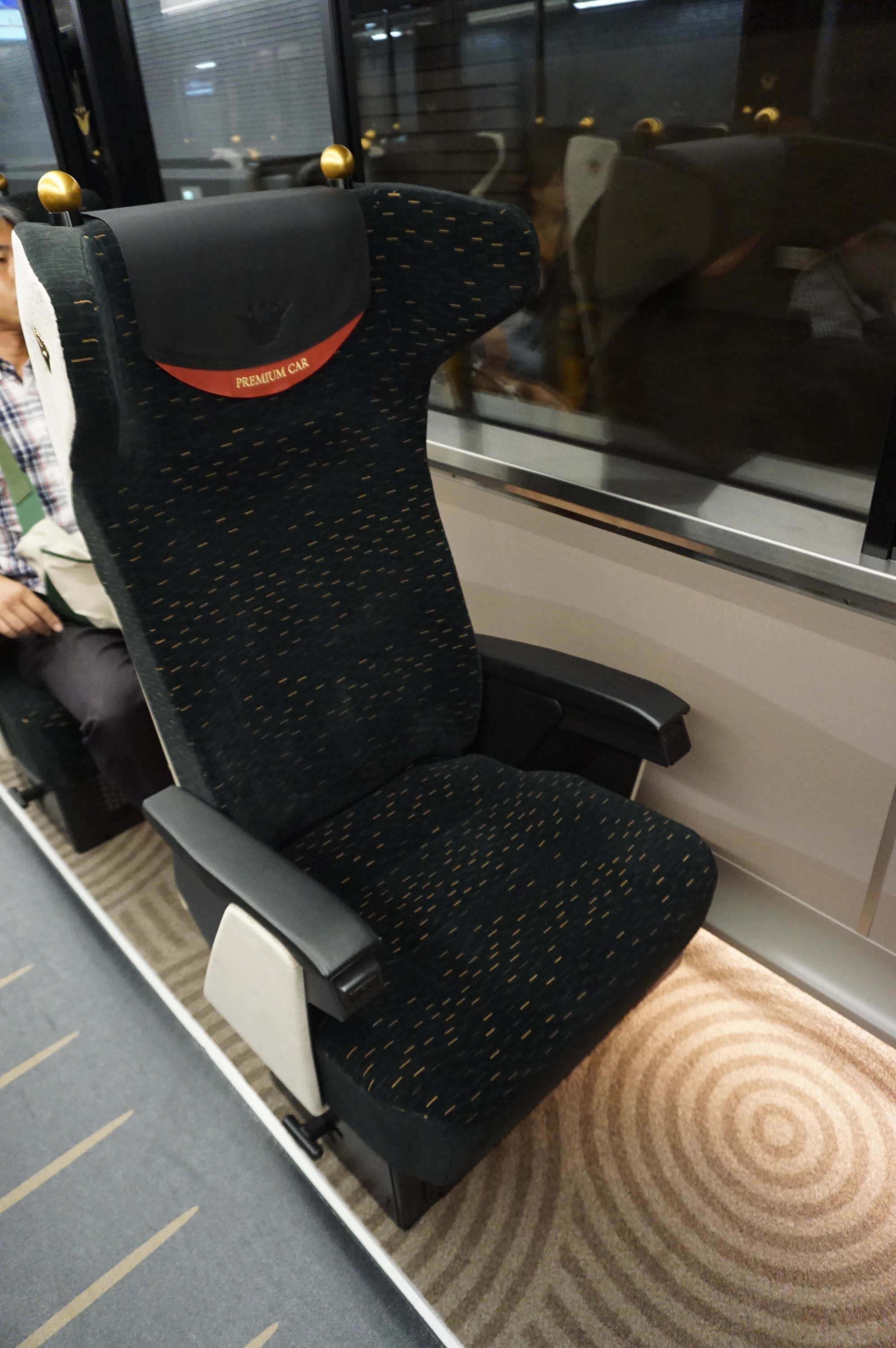
「Premium Car」座位
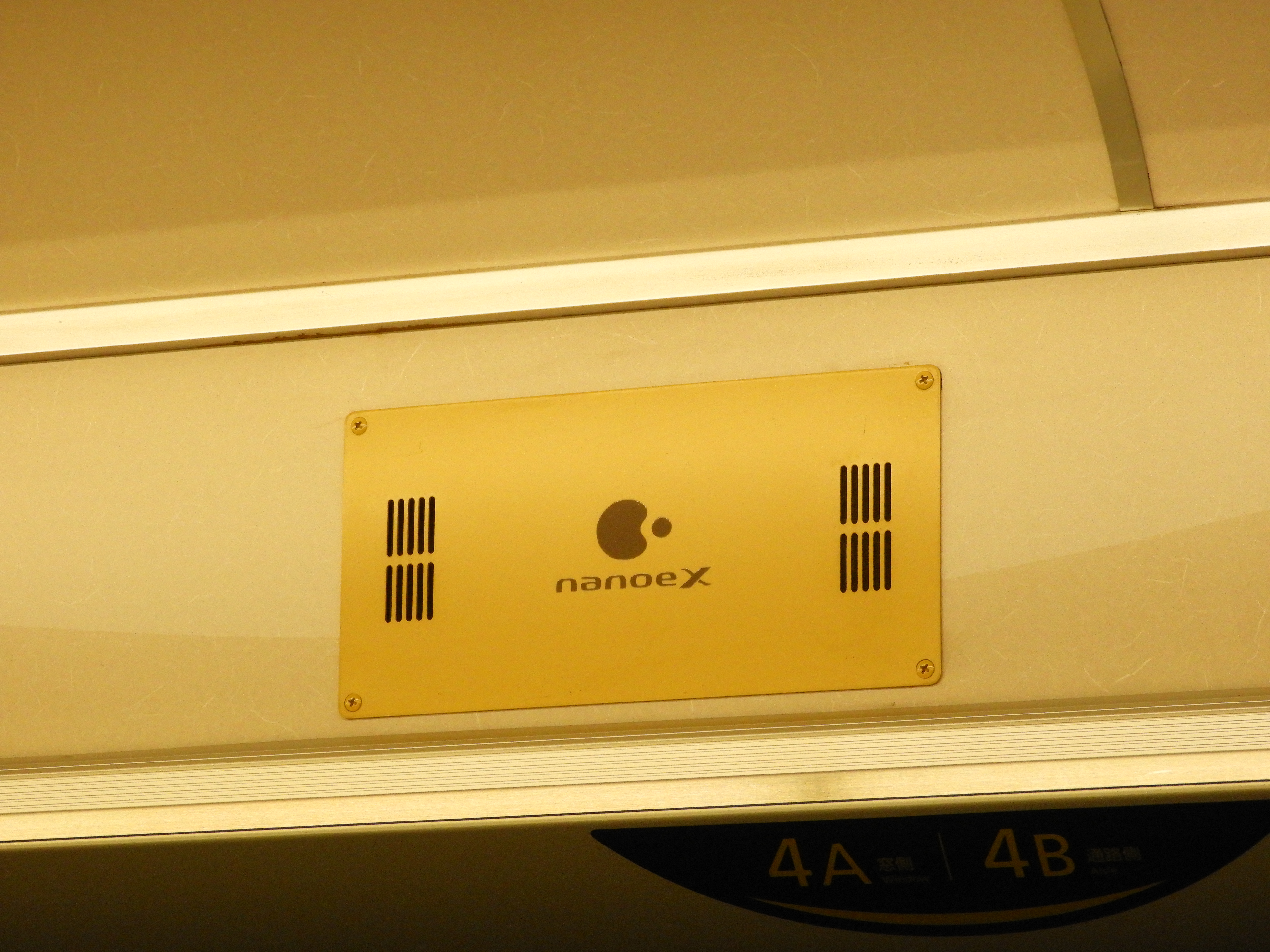
車內搭載「nanoe X」
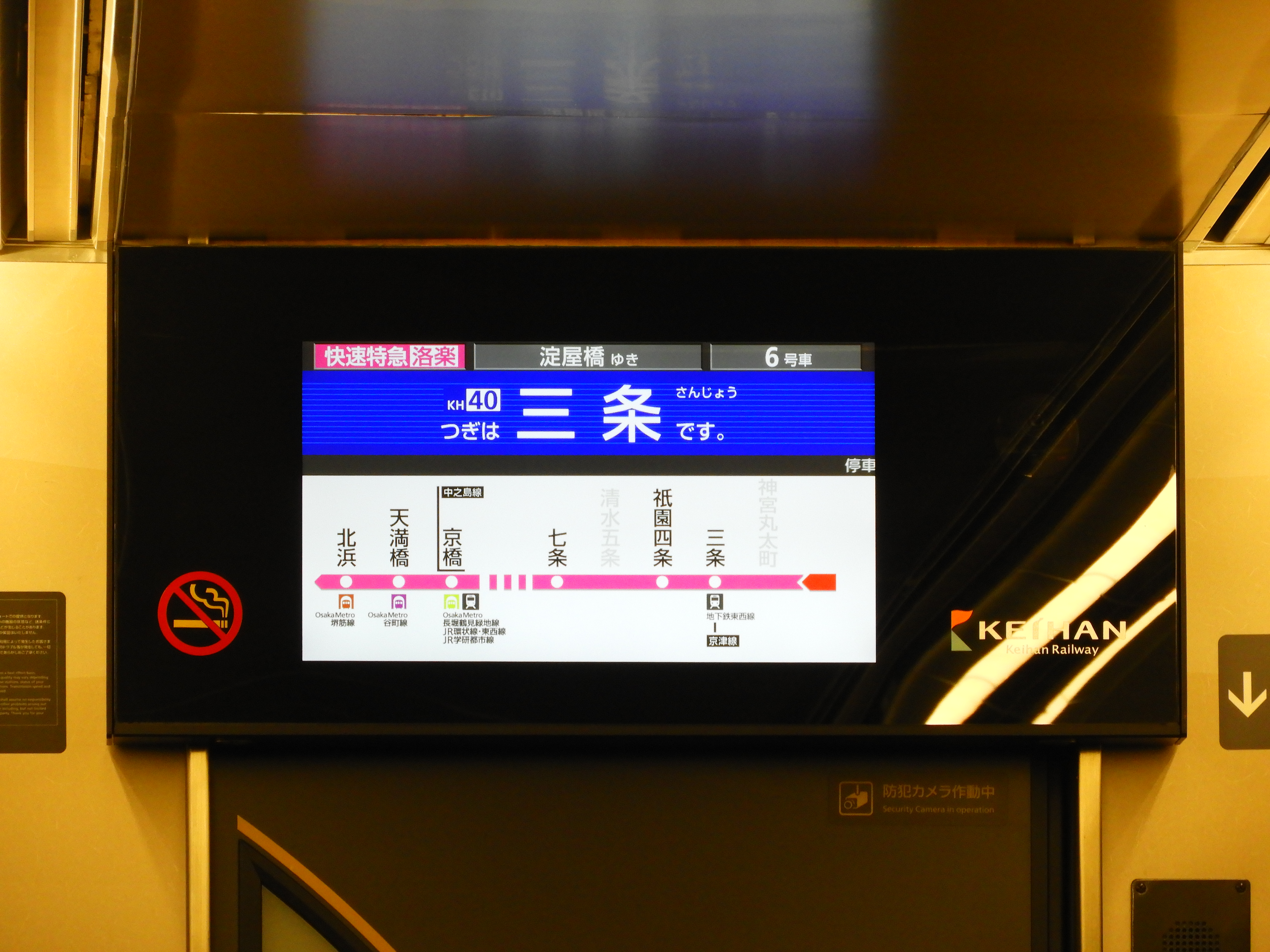
車內設有大型液晶體顯示屏（LCD）
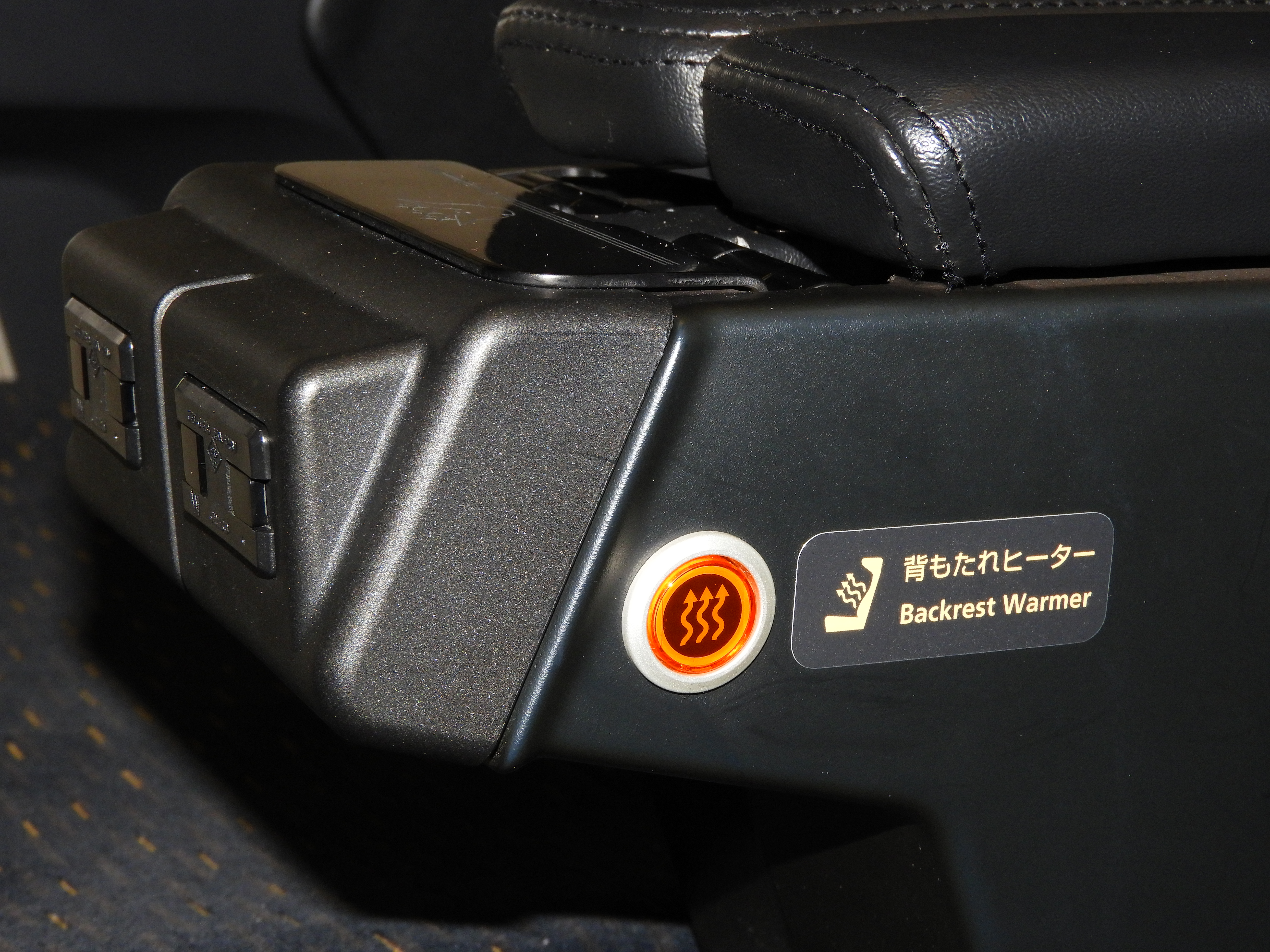
在3000系（2代）靠近出柳町一方的4個座位設有暖椅設備（只限座位背部），圖中是控制暖椅的開關

## 收費座位指定服務
隨著引入「Premium Car」，便開設收費座位指定服務。乘坐「Premium Car」（6號車廂，指定席）時，除了車票外還需要「Premium Car票」。除了後述的「Liner」列車外，乘坐「Premium Car」以外的車輛時，只需要車票便可乘車。
「Liner」的所有車廂都是座位指定席。乘坐「Liner」時（除了「Premium Car」外的7輛車廂），除了車票外還需要「Liner票」。乘坐「Liner」列車的「Premium Car」時，只需要車票與「Premium Car票」（不需要「Liner票」）便可乘車。另外，1抽8000系「Liner」列車設有約400個座位。
當時間表發生混亂時，「Liner」列車有機會不會連結「Premium Car」，在這個情況下停止發售「Premium Car票」。如果原本一班列車預定不會連結「Premium Car」，但是由於車務調動等因素，使該班次連結了「Premium Car」，或者停止座位指定服務的話，「Premium Car」會暫停使用，而「Liner」列車會變為「臨時特急」列車。

### 購買
「Premium Car票」和「Liner票」可以在會員預約專屬網站「Premium Car Club」或「Premium Car票/Liner票售票處」（在快速急行停車站的資訊站或櫃臺等位置）中購買。乘客可於乘車前14日上午10時起至列車出發時間的3分鐘前（網站預約則為1分鐘前）購買。另外，在特急停車站的月台乘車位置附近和車站大堂均設置了「Premium Car票、Liner票無現金售票機」，可購買未來5班列車的Premium Car票或Liner票。該售票機可以使用信用卡、PiTaPa等各種交通卡、電子貨幣和QR支付等多種支付方法。
在「Premium Car」的乘車處附近，會設有資訊屏幕顯示未來列車的空位狀況。若果車內設有空位，乘客可於車內向服務員即場購買「Premium Car票」。

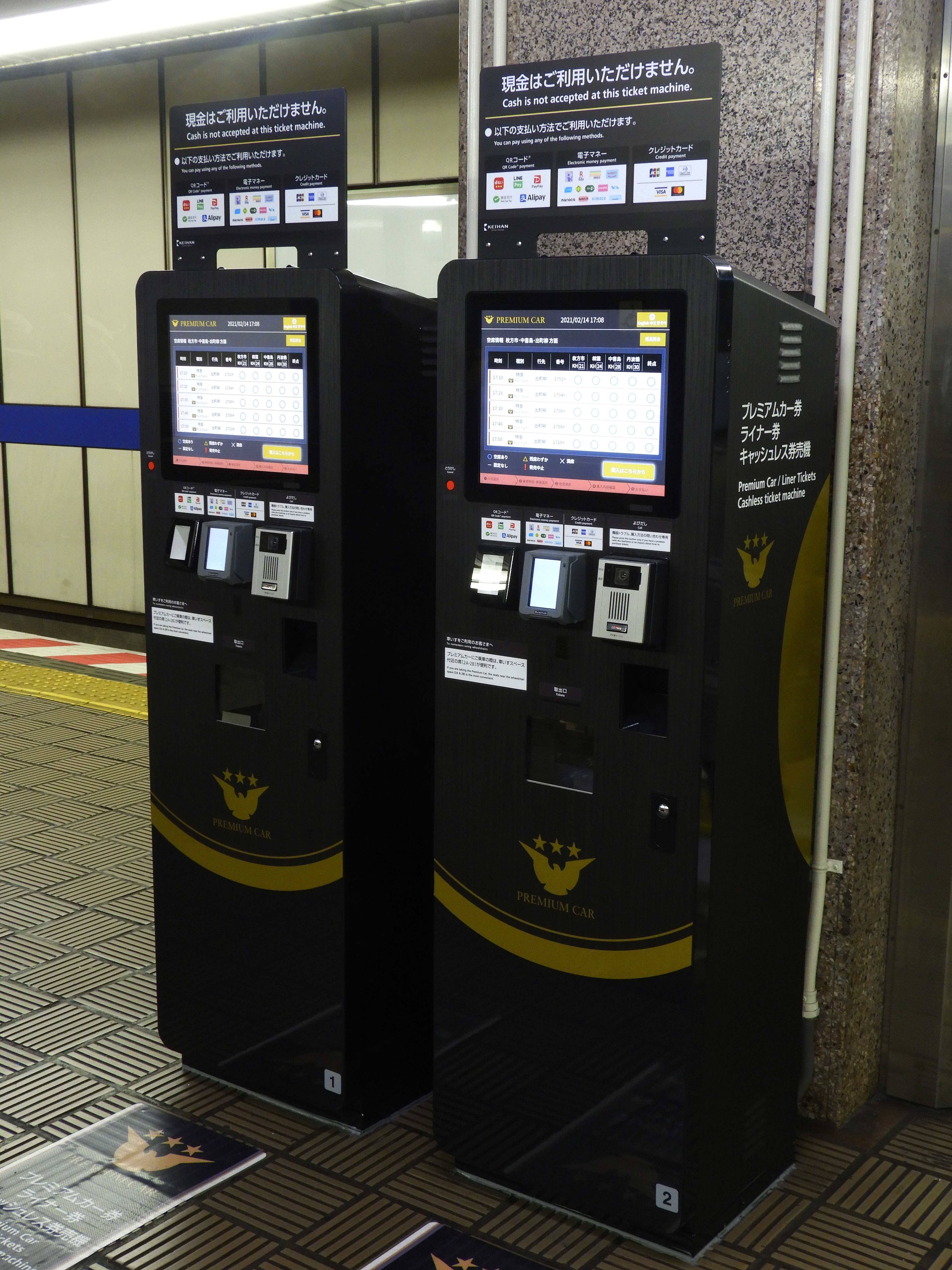
Premium Car票、Liner票無現金售票機（淀屋橋站）

### 費用
| 公里數                  | Premium Car | Liner |
| ----------------------- | ----------- | ----- |
| 35 km 以下（包含35 km） | 400         | 300   |
| 35 km 以上              | 500         | 380   |

在開始服務至2018年9月15日時間表修正前，於平日早上和星期六及假日早上與晚上會設有8000系連結「Premium Car」行走。費用方面，守口市站至伏見稻荷站為500日圓，若只乘坐較短的區間，即於枚方公園站、八幡市站或淀站（只終終點站列車）到發的話則為400日圓。另外，在急行停車站中不會發售「Premium Car票」。
在「Liner」列車方面，前往出町柳的班次中，淀屋橋站至京橋站之間只可乘車，不可下車。七條站至出町柳站之間，不需要「Liner票」也可乘車。前往淀屋橋的班次中，出町柳站至七條站之間只可乘車。京橋站至淀屋橋站之間，不需要「Liner票」也可乘車。但是這個情況不適用於「Premium Car」。

## 鳩標誌、愛稱板

### 鳩標誌

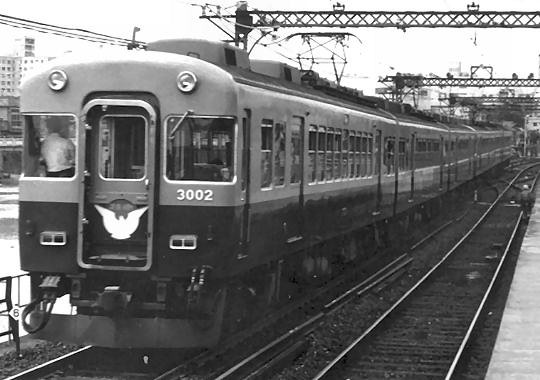
當初開始行走時的3000系（第1代）1次車。在貫通門中間掛上了「鳩標誌」

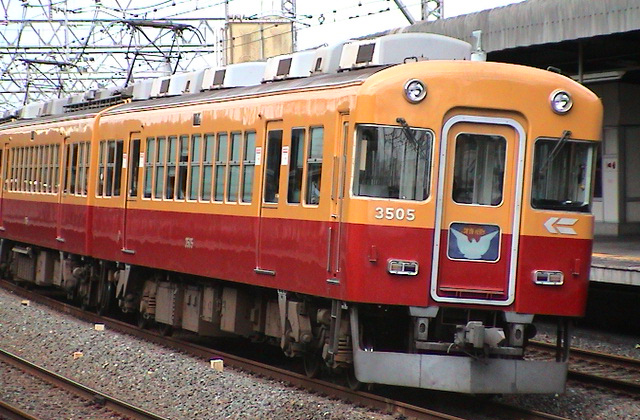
3000系（第1代）翻新車。鳩標誌是展示在亞克力板內

- 京阪特急的標誌是一隻鳩（以下稱為鳩標誌），該標誌是公開招募下選出。該「鳩」（鴿子）是取自京阪本線沿線的石清水八幡宮之化身。
- 「鳩標誌」是“京阪特急的象徴”，為了讓旅客容易識別特急列車而於特急列車中展示該標誌。
  - 在1900系前，「鳩標誌」是一牌金屬板，並掛在貫通門上。在行走非特急的班次，該金屬板會反轉掛在貫通門上，而金屬板的背景是與車身顏色相同。考慮到通勤型車輛也可能會行走特急班次[注 62]，5000系（日语：京阪5000系電車）（第4編成或以前）以前的主力車両貫通門中會配備了金屬配件，以便隨時掛上「鳩標誌」。600系（第2代）（日语：京阪600系電車 (2代)）的630型〈舊1650型（日语：京阪1650型電車）〉等為例外。隨著後來新的通勤型車輛設置了正面目的地展示器，因此不會再掛上「鳩標誌」[注 63]。
  - 在3000系（第1代）貫通門中設有內嵌式燈牌，該燈牌會顯示「鳩標誌」。在行走非特急的班次，會有一牌與車身顏色相同的鐵牌掩蓋該燈牌。在後繼的8000系中，貫通門中也是設有內嵌式燈牌，但是該燈牌是一個電動方向幕。而3000系（第1代）經過翻新後，貫通門中的燈牌變為方形的目的地牌箱，在牌箱內放置了鳩標誌，巧合下地與1900系之前的專用車輛一樣。在2012年9月，作為其中一個引退活動，3000系(第1代)再次使用登場時的燈牌式鳩標誌，在不行走特急時會把燈牌移走。而把鳩標誌遮蓋的情況也在行走臨時列車後回廠時重現。
  - 在特急專用車輛行走快速特急（包括曾經行走的K特急）時，也會展示鳩標誌。在行走Liner時不會展示鳩標誌[58]。
  - 在2017年8月起，陸續把3000系（2代）的車頭前方安裝液晶顯示器和裝飾燈（在行走快速特急「洛樂」時會亮起）。在9月中旬起，於液晶顯示器中開始顯示鳩標誌[59]和以月和霞作為主題的「洛樂」標誌之動畫[注 64]。在行走「洛樂」便不會顯示「鳩標誌」。為了安裝液晶顯示器，車輛編號和京阪電氣鐵道標誌有所移動[60][61][62][63]。

### 愛稱板
在本節中，將會記述設有愛稱的快速特急、臨時特急、以及使用特急專用車輛行走臨時列車中，於車頭展示的頭牌（副標誌），以下簡稱「愛稱板」。

#### 快速特急
在2012年，在京橋站至七條站之間不停站的快速特急愛稱名為「洛樂」。以後，在行走該班次時會展示「洛樂」愛稱板。當時只使用可旋轉的橫置座位的特急專用車輛或3000系（第2代）行走，但是在不可避免的情況下會使用6000系或9000系（8卡編成）行走。在行走臨時快速特急「洛樂」的情況下，在2016年7月起開始展示「臨 洛樂」愛稱板，以表達那快速特急為臨時班次。
在正月時間表的「洛樂」愛稱板中，會展示當年生肖動物。在2014年正月試行時，列車愛稱為「洛樂初詣」。在2015年起的正月，列車愛稱統一為「洛樂」。在2018年，當使用車輛加入3000系（2代）後，愛稱板中也描繪了列車。隨著3000系（第2代）於車頭安裝了液晶顯示器，只於正月和臨時列車展示「洛樂」愛稱板。
在2014年秋季至2017年之間，曾經設有「大原聯絡」愛稱板，當時該列車到達出町柳站可轉乘特急巴士前往大原。也曾經設有「比叡山聯絡」和「鞍馬連絡」愛稱板，當時該列車到達出町柳站可轉乘叡山電鐵觀光列車「Kirara」。在2018年春季，為了紀念「比叡」登場紀念，因此製造了「洛樂」愛稱板，而該愛稱板上寫上了「前往八瀨、比叡山」。
在快速特急停靠中書島站和丹波橋站的時期，臨時快速特急8000系（新塗裝車輛）曾經掛上以下愛稱板。
- 光之復興號（2009年12月）（當時除了掛上「OSAKA光之復興」標誌外，過掛上臨時類別（「臨」）標誌[66]）
- 櫻花Express、若葉Express
  - 在2011年春季試行快速特急時，只掛上臨時類別（「臨」）標誌。

#### 臨時特急

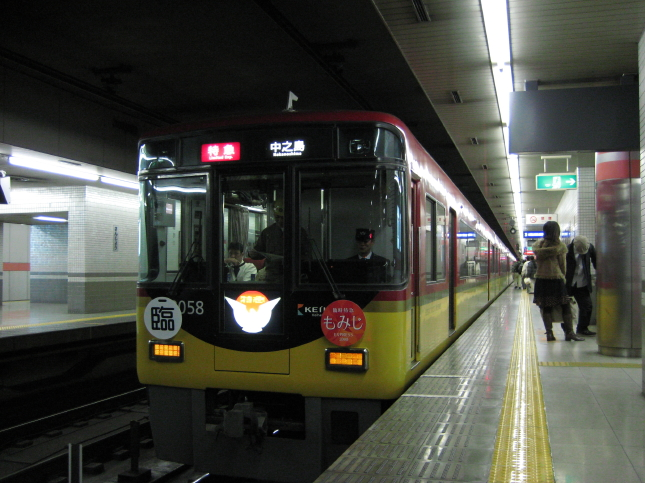
前往中之島的臨時特急「紅葉Express」（三條站）

在2005年起，於每年不同季節的旅遊旺季時開設的臨時特急，也會有不同設計的愛稱板展示在車頭上。在2006年春季，愛稱板會在車頭左右邊均掛上1塊，同年秋季起，只會掛上1塊愛稱板和1塊臨時類別牌。除了特急專用車輛外，9000系、6000系、7200系和3000系（第2代）也會掛上愛稱板。
曾經設有以下愛稱板：
- 櫻花Express（在2006年前日文為（意思相同，寫法不相同））
- 若葉Express
- 紅葉Express

在2002年春季，使用8000系行走臨時「京都浪漫快速」（只有上行班次），以取代臨時特急班次。當時，在早上繁忙時間中，除了特急列車外，所有下行列車均停靠枚方市站，而「京都浪漫快速」也停靠該站。該列車的車頭列車類別幕中顯示「臨時」，車頭左右兩邊掛上不同設計的愛稱板，車頭中間也展示了「鳩標誌」。在同年秋天，愛稱改為「紅葉特快」，並且加設下行班次。當時起，只會掛上1塊愛稱板。在2003年春季開設只有上行班次「櫻花特快」和「若葉Express」，這些愛稱是由上述的臨時特急繼承。

## 特急運用上的特色
- 在1986年[注 66]起至1997年前，特急列車在執行定期時間表時，不會行走特急以外的列車班次。除非該車輛突然需要更換、賽馬日當天、於夏季祭事時開設臨時列車、或者於正月時間表期間，行走急行以下的列車除外，否則這些特急車輛在進出鐵路車廠時會以不載客列車的身份行走[注 67]
- 在2000年起，於京阪本線上可以看到一架使用通勤車輛行走的特急班次會追越一架使用特急車輛行走的急行以下班次的景況。
- 快速特急「洛樂」、Liner、特急、通勤快急和快速急行停靠在起終點站（淀屋橋[注 68]、中之島、出町柳站）時，會有特別的車門開關安排。當列車停靠後，確認所有乘客下車後，會一度關閉車門，以進行車內整理（除了簡單打掃外，也會把座位轉換方向（若座位是可旋轉式橫置座位）和鎖上輔助座位），隨後才再次開啟車門，讓乘客乘車。一旦折返時間不足時，或者前一班班次是出廠列車，則不會進行車內整理，直接讓乘客乘車。在2017年2月25日時間表修正前，列車在月台中停靠較前的位置，當乘客下車和進行車內整理後，會移動至正式的位置讓乘客乘車[注 69]。
- 長久以來，特急列車（包括臨時班次）於大阪一方的到發站原則上是在淀屋橋站。為了配合舉行祇園祭與五山送火活動，當時於平日]黃昏繁忙時間開設了臨時特急，由於運輸時間與區間急行/普通相近，因此這些臨時班次由淀屋橋站到發改於天滿橋站到發。在1998年5月至1999年之間，曾經部分班次於京橋站到發，以為該（中途）站的乘客提供一個機會乘坐雙層車廂。在2000年正月起，這些班次改於淀屋橋站到發。同年7月1日時間表修正起，為了配合舉行祇園祭與五山送火活動，開設了於天滿橋站出發的臨時特急班次。在2003年起，隨著特急增密至10分鐘一班，更多臨時班次於天滿橋站到發。在2008年中之島線啟用後，臨時特急原則上於中之島站到發。在2011年3月起，上行班次原則上改回於淀屋橋站出發，同時臨時快速特急（停靠中書島、丹波橋站）也開始行走。另外在中之島線啟用後，曾經設有突然的臨班特急班次，從枚方市站出發前往出町柳。
- 在2005年10月23日，為了前往馬場的乘客，前往淀屋橋的4班特急列車，忽然臨時停靠淀站。在2009年5月3日，也設有相同措施（臨時停靠淀站）[67]。
- 在中之島線啟用後，於賽馬日時可能會開設臨時特急列車，從非特急停車站的淀站出發前往淀屋橋站[68]。在2011年5月28日時間表修正前，於賽馬日通常會把從枚方市站出發的特急班次延長行走區間。在時間表修正起則另外開設臨時列車班次。
- 在京阪之間（京橋站至七條站之間）不停站時代，上下行列車到達一定區間後會進行廣播。
  - 廣播內容是京阪電氣鐵道從前發售的CD《舊3000系特急車引退紀念 大伴英嗣氏懷舊廣播CD》（該CD收錄了昭和50年代的廣播和鴨東線開業當時的廣播）。

## 副標誌
在京阪之間不停站時代，當時上行不停站列車班次可於三條站轉乘京津線準急列車（1971年8月從前為急行）前往濱大津站（大津港），再於該站轉乘江若鐵道（1969年廢除）或琵琶湖汽船，而該上行不停站列車會掛上副標誌以讓乘客知悉該列車可轉乘前往乘坐江若鐵道或琵琶湖汽船。
- 「比良」（轉乘江若鐵道）
  - 在夏山季節，於淀屋橋站在7時40分出發的列車會掛上該副標誌[69]。
- 「琵琶湖聯絡」、「密西根（表演船或騎士）」、「比安卡」（轉乘琵琶湖汽船）
  - 在11月前於琵琶湖開出的渡輪期間，「琵琶湖聯絡」（1989年前）和「比安卡」（1990年起）是於淀屋橋站在9時出發，「表演船」是於淀屋橋站在下午5時出發的列車會掛上該副標誌[69][注 70][注 71]。

另外，於夏季海灘季節中，會設有列車掛上「舞子」副標誌，該班次可於三條站轉乘專用巴士前往琵琶湖畔近江舞子站。另外也有列車掛上「比叡」，該班次可於三條站轉乘比叡山Driveway納涼巴士（與「舞子」副標誌相同設計，但是部分顏色不同）。
「舞子」這副標誌在1973年8月最後一次掛在車頭後便不再展示。「比良」在江若鐵道廢除後仍然使用，但是轉乘班次由鐵路變為其替代交通江若交通巴士的聯絡班次。在1974年7月，國鐵湖西線開通後便不再展示。琵琶湖汽船聯絡的副標誌是在1997年京都市營地下鐵東西線啟用後，由於京津線與京阪本線的連接被斷開而不再展示。
在2003年起1年間，隨著紀念京阪本線延長至淀屋橋站40周年。1抽1900系使用了特別塗裝（重新塗上特急色）。在2004年的最後活動中掛上了副標誌。這是7年後再次設有副標誌掛在車頭。另外在2008年12月20日，1900系行走「最後班次」時，該車輛重新塗上特急色，而1929編成掛上了「琵琶湖聯絡」副標誌行走「復活琵琶湖號」，而仍然塗上一般色的1919編成掛上了「比良」副標誌行走「復活比良號」。

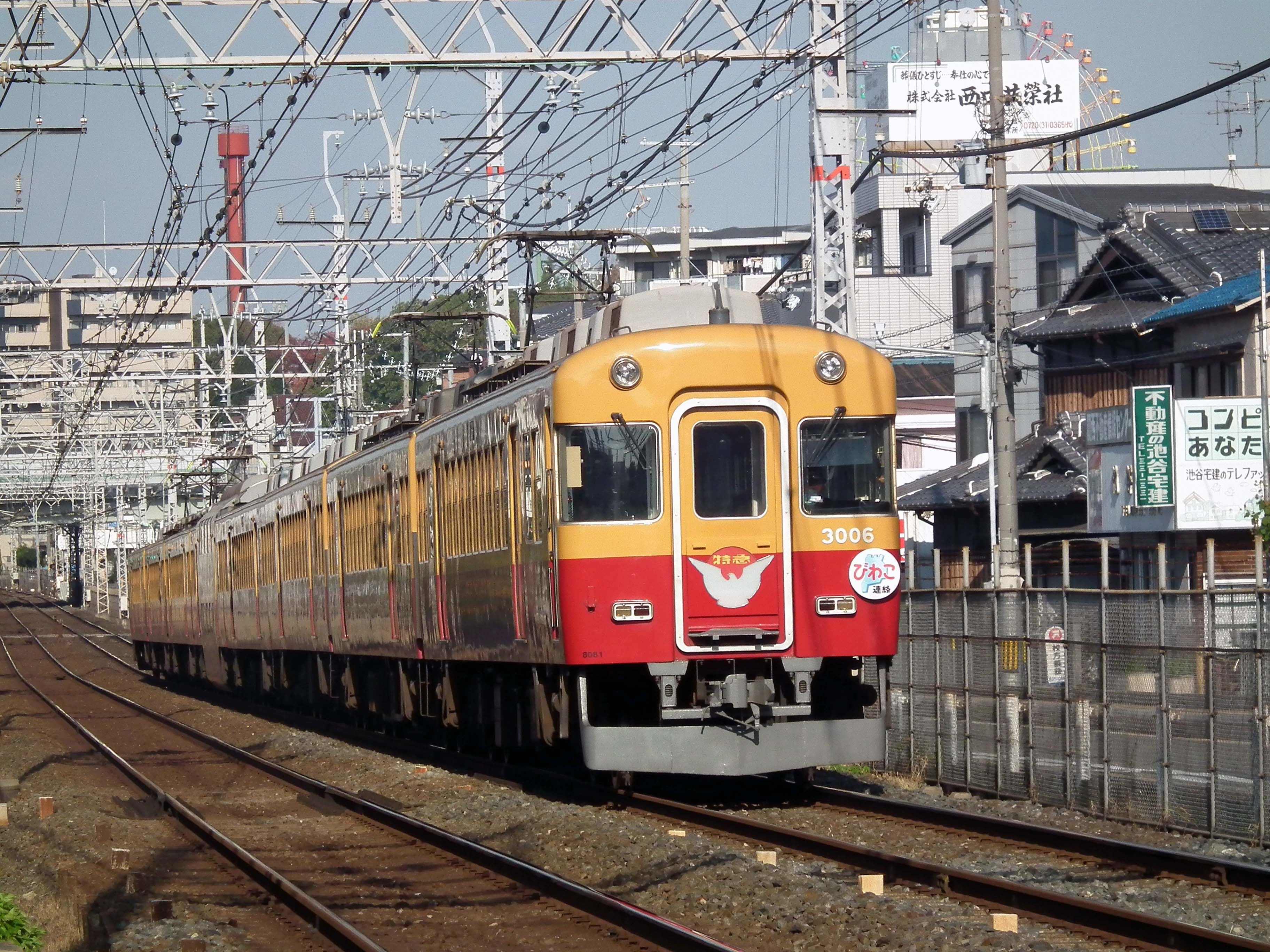
3000系（第1代）重新掛上「琵琶湖聯絡」，並行走（復活）特急班次

在2012年，隨著3000系（第1代）引退而舉行相區活動中，製作了由職人手寫「琵琶湖聯絡」和「密西根」的副標誌。在2014年4月19日至6月29日之間的星期六及假日，於淀屋橋站在早上9時出發的定期特急列車「比叡山Kirara聯絡特急」中，掛上了相關副標誌。該班次可於出町柳站轉乘叡山電車「新綠、比叡山Kirara」號（於出町柳站在10:07出發前往八瀨比叡山口）。
在1969年前，當沿線特急停車站附近舉行特別活動時，會於特急列車車頭掛上「盧布號」等副標誌。在2008年，3000系（第2代）再次掛上相關副標誌，至今曾經掛上了「水都大阪2009」、「羅浮宮展」和「長谷川等伯展」這些副標誌。

## 與京阪特急相關樂曲
- 在1958年發表商業歌曲《京阪特急（日语：京阪特急 (曲)）》，該歌曲由三木雞郎（日语：三木鶏郎）作曲作詞，由楠敏江（日语：楠トシエ）和Hoare Coins演唱（隨著京阪本線延長至淀屋橋站，在1963年把部分歌詞修改）。
- 在2003年春季，三浦理惠子以的名義演唱和，京阪電氣鐵道以「淀屋唱片」的名義發售。

### 發車音樂
- 在1971年8月15日時間表修正起，於淀屋橋站引入了特急班次專用的發車音樂，該音樂是使用了合成器演奏的《費加洛的婚禮》的編曲。若該班次是臨時特急，則使用一般用音樂，據說這是日本最早出現的發車音樂。在1972年正月起，三條站也引入發車音樂。在1989年10月鴨東線啟用後，出町柳站也引入發車音樂[注 73]。
- 在1995年12月25日起，為了配合3000系（第1代）雙層車廂登場，發車音樂由《費加洛的婚禮》變為音樂盒風格的《牛若丸（日语：牛若丸 (童謡)）》[3]。
- 在2007年6月17日起，引入了新的發車音樂，該音樂是由向谷實（日语：向谷実）。上行的曲風是京都風格，下行的曲風是都會風格。在不同車站會引入特急專用發車音樂，這些車站包括：淀屋橋站[注 74]、天滿橋站、京橋站、枚方市站、樟葉站、中書島站、丹波橋站、三條站、出町柳站、私市站和宇治站[注 75][注 76]。在這些車站中會分別播放整首音樂的一小段，沿上/下行順序聽的話會組成一首完整的音樂。當時起，臨時特急班次也會使用特急專用發車音樂。在2017年8月3日起，快速特急「洛樂」設有專用發車音樂[注 77]。曾經K特急和快速特急在京橋站上行月台中會使用的編曲作為發車音樂，在出町柳站會使用的編曲作為發車音樂。
- 在2008年10月19日時間表修正起登場的快速急行和通勤快急並沒有專用發車音樂，只會使用一般列車專用的發車音樂。
- 在2008年10月起，當京都競馬場多客時開設從淀站出發的下行臨時特急班次中，於淀站的發車音樂是使用《費加洛的婚禮》。

### 車內鐘聲、叮噹聲和自動廣播
- 在2008年10月，為配合中之島線開業，於車內會開始播放由向谷實（日语：向谷実）作曲的叮噹聲。叮噹聲在起點站出發前、主要車站出發後、主要車站到達前略有不同。
- 在2018年3月10日起，隨著車內廣播開始以4種語言播放，引入了使用平板電腦控制的簡易型自動廣播裝置，並陸續開始在車內與車站中使用[71]

## 廣告牌

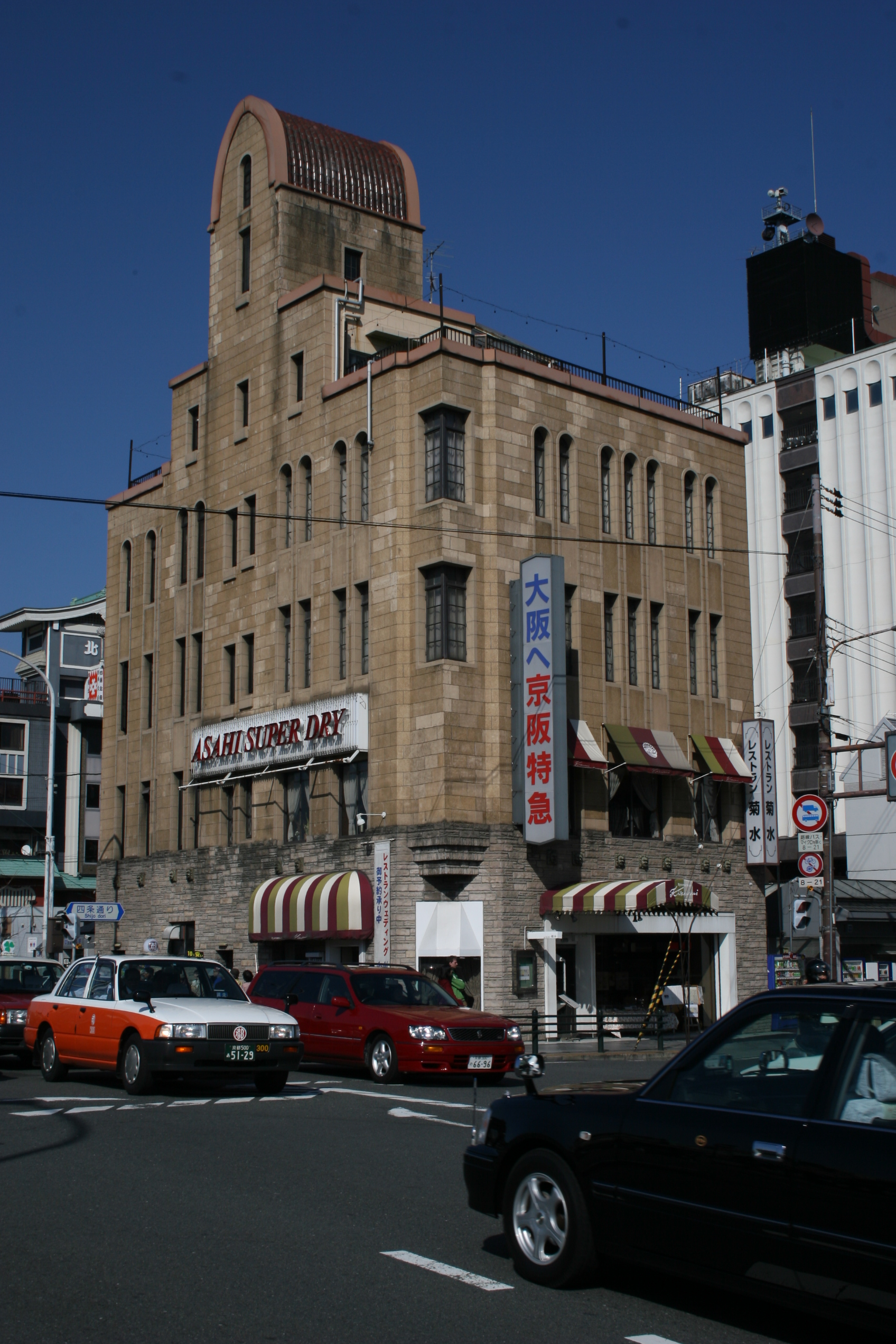
在祇園四條站的一棟大廈外刊登了廣告牌。

曾經在祇園四條站、京橋站和天滿橋站等部分主要車站外附近地方刊登了「京阪特急」的廣告牌。